# The Henry Ford
Pour les articles homonymes, voir Henry Ford, Ford (homonymie) et HFM.
The Henry Ford ou Henry Ford Museum ou Henry Ford Museum of American Innovation est un  musée de l'automobile, ainsi qu'un des plus grands écomusées des États-Unis, de 120 hectares, avec l'Institut Thomas Edison et le Greenfield Village, fondé par Henry Ford en 1929, à Dearborn (siège historique de Ford) dans la banlieue de Détroit, dans le Michigan, classé Registre national des lieux historiques en 1969, et National Historic Landmark depuis 1981.

## Histoire

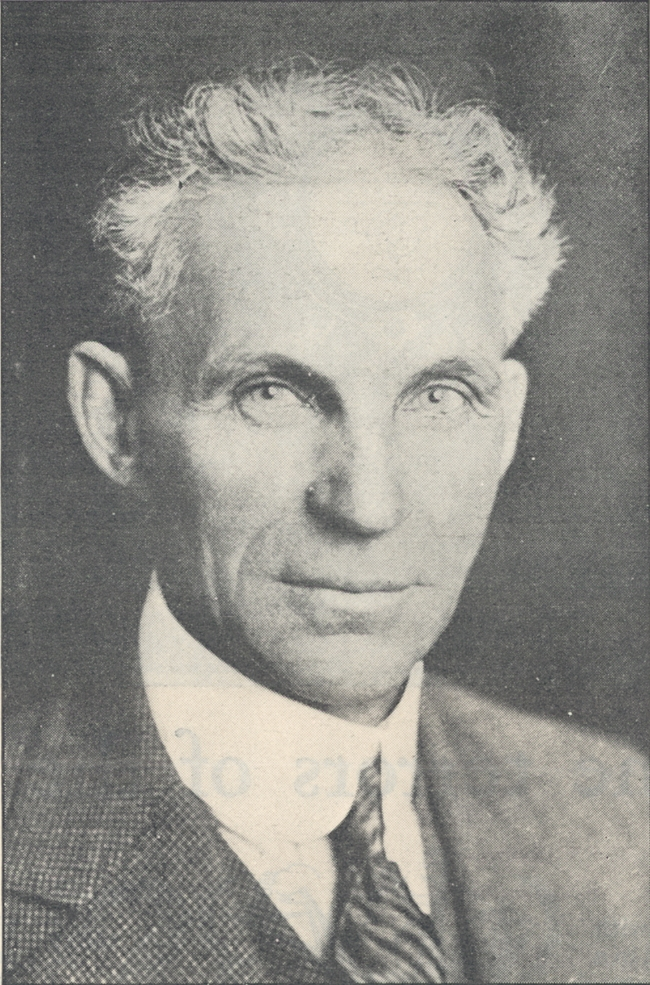
Henry Ford en 1928

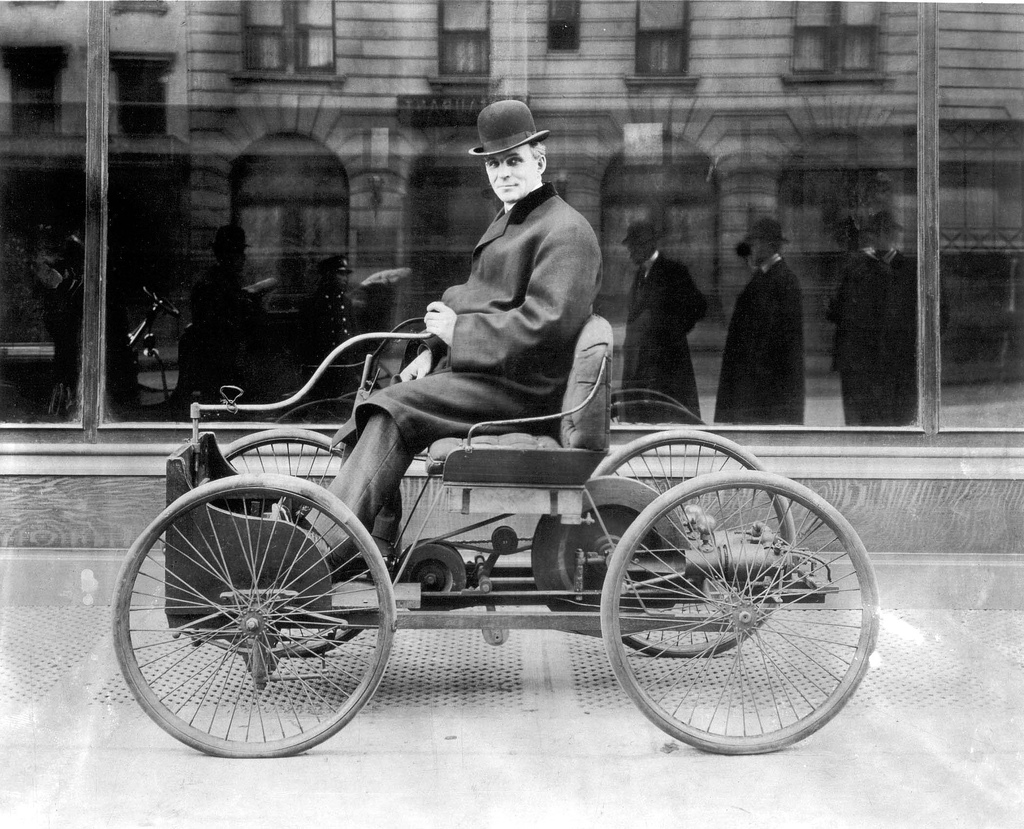
Henry Ford sur sa 1ère Ford Quadricycle de 1896.

Henry Ford (1863-1947) fonde son musée Ford en 1927,,, sur le site industriel historique Ford qu'il a fondé dans sa ville natale de Dearborn en 1903, dans la banlieue de Détroit (berceau de l'industrie automobile américaine). Il y expose des milliers d'objets de l'histoire des États-Unis de son époque, en particulier des innovations de la révolution industrielle et sociale américaine du XXe siècle (objets, documents, films, moyens de transports Ford et autres marques, machineries, bâtiments, propriétés de personnalités américaines, meubles, expositions, Americana…) avec de  nombreuses pièces historiques, ajoutées avec le temps, dont le laboratoire de recherche d'Edison (New Jersey) de Thomas Edison, la boutique de bicyclettes des frères Wright, le fauteuil à bascule d'Abraham Lincoln du Théâtre Ford de Washington, un dernier exemplaire du Ford Flivver, le bus de Rosa Parks, la limousine de John Fitzgerald Kennedy…
Il y adjoint entre autres : 
- Le Greenfield Village, écomusée inauguré en 1929, avec une centaine de bâtiments historiques des États-Unis déplacés ici, avec des Ford T et trains à vapeur accessibles au public ;
- L'Institut Thomas Edison, dédié à Thomas Edison (ami d'Henry Ford), inauguré le 21 octobre 1929 par le président des États-Unis Herbert Hoover ;
- Visite du site industriel Ford River Rouge Complex (en) ;
- Une salle de cinéma IMAX, de diffusion de documentaires scientifiques, naturels, historiques, ainsi que des films majeurs…

Henry Ford disait de son musée : « Je collectionne l'histoire de notre peuple telle qu'elle est inscrite dans les objets fabriqués et utilisés par leurs mains… Quand nous aurons terminé, nous aurons une image de la vie américaine telle qu'elle a été vécue, et ceci, je pense, est la meilleure façon de préserver au moins une partie de notre histoire et de notre tradition… » (I am collecting the history of our people as written into things their hands made and used… When we are through, we shall have reproduced American life as lived, and that, I think, is the best way of preserving at least a part of our history and tradition…).

## Musée automobile The Henry Ford

Quelques véhicules exposés
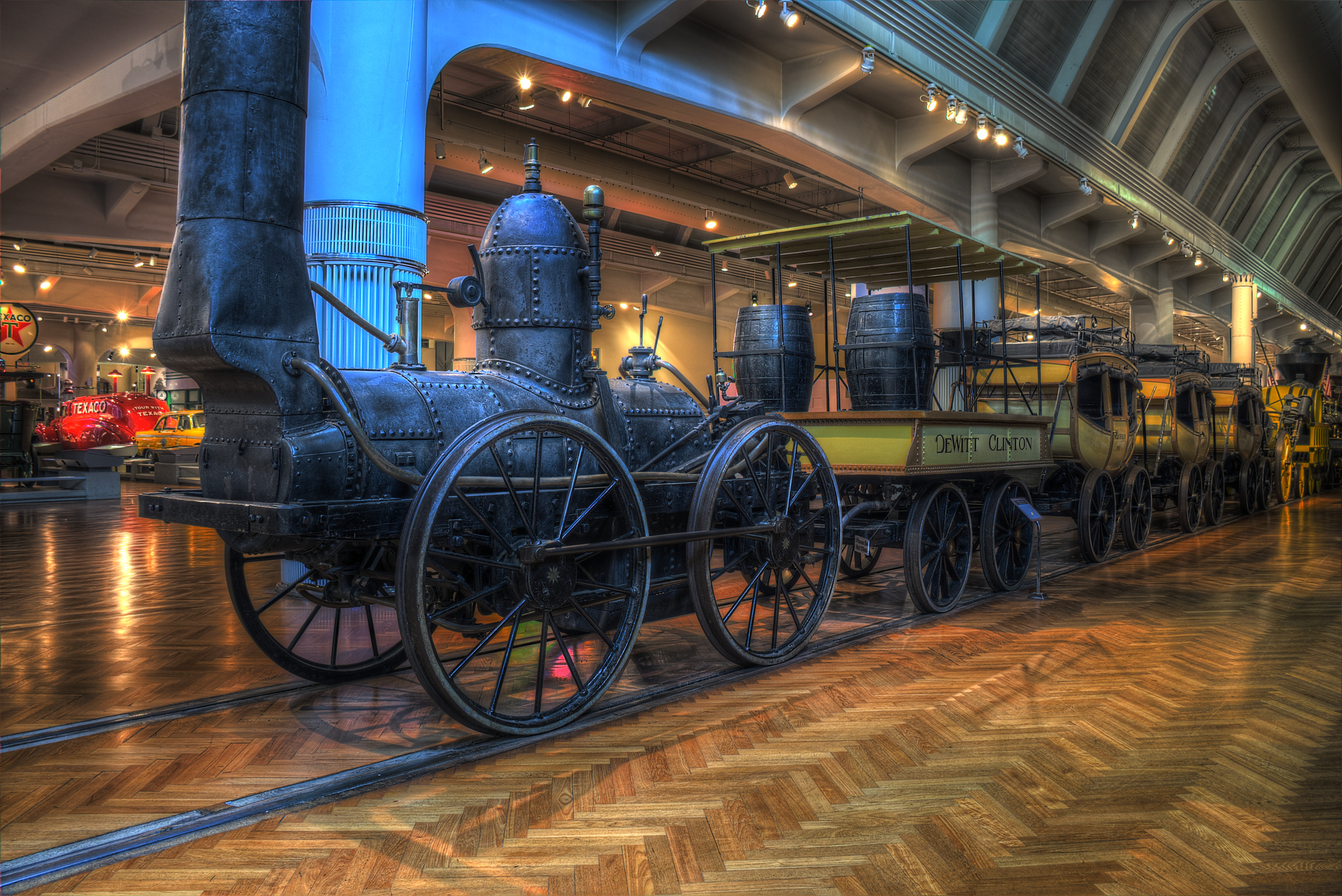
DeWitt Clinton (locomotive) (1831)
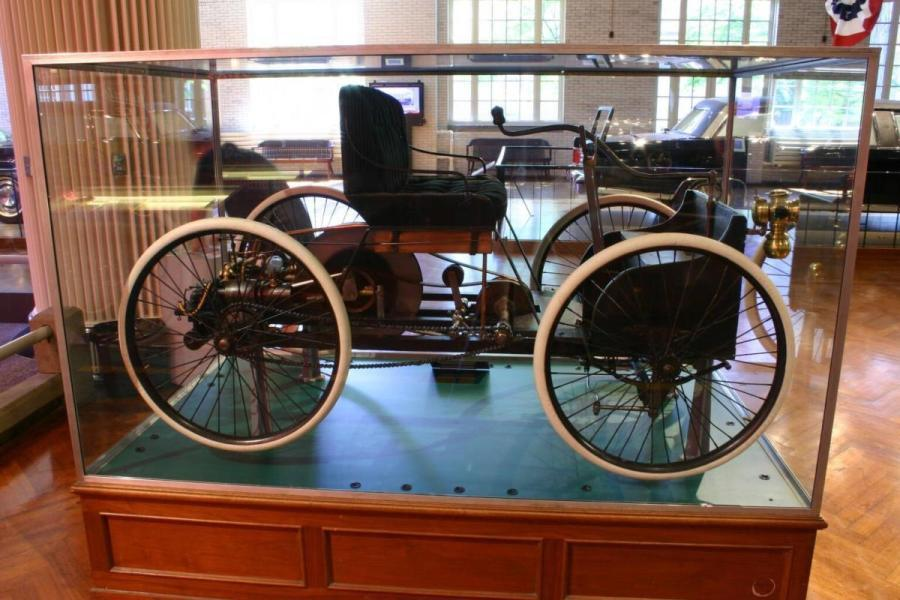
Premier Ford Quadricycle d'Henry Ford (1896)
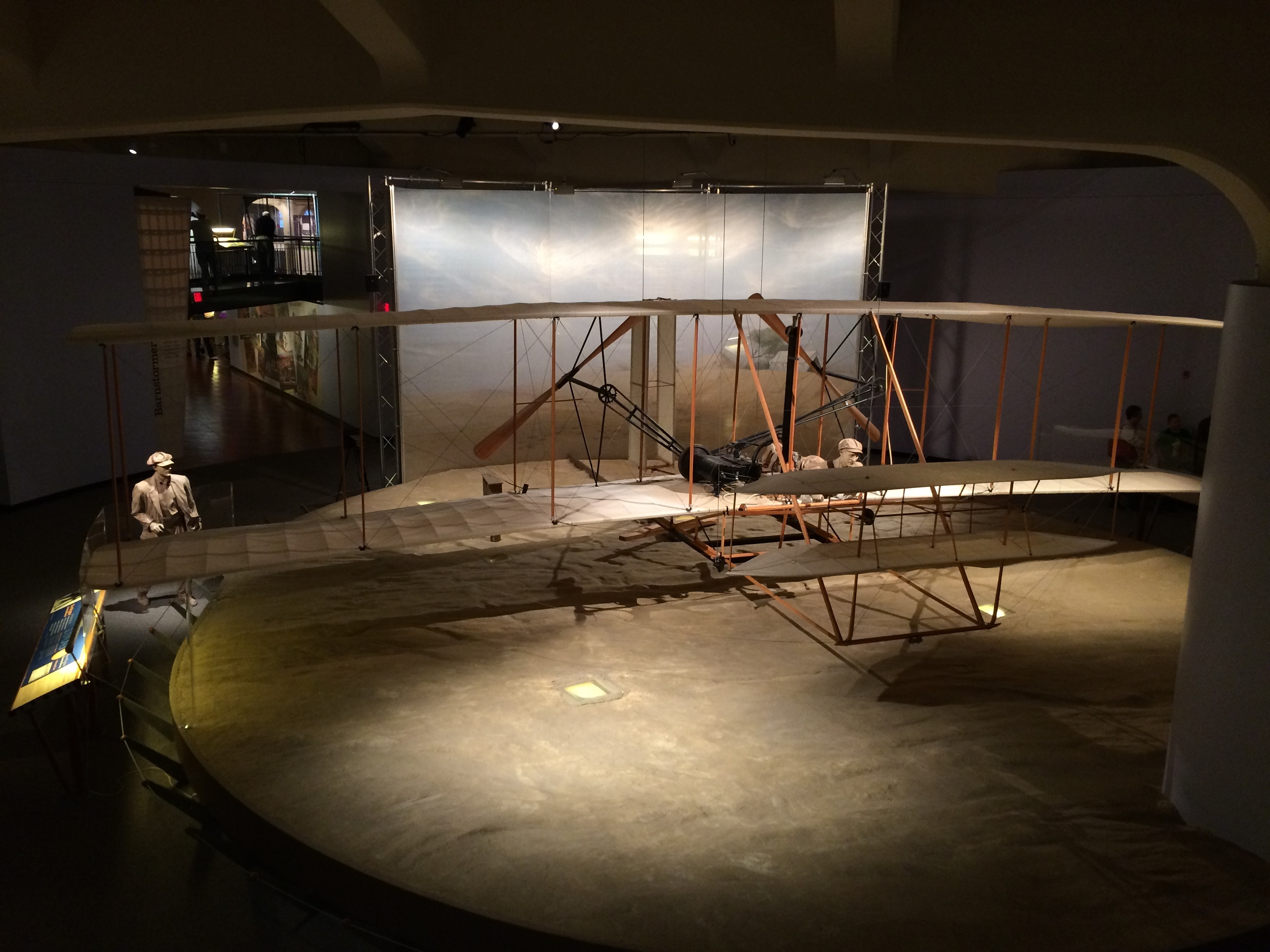
Réplique du Flyer des frères Wright (1903)
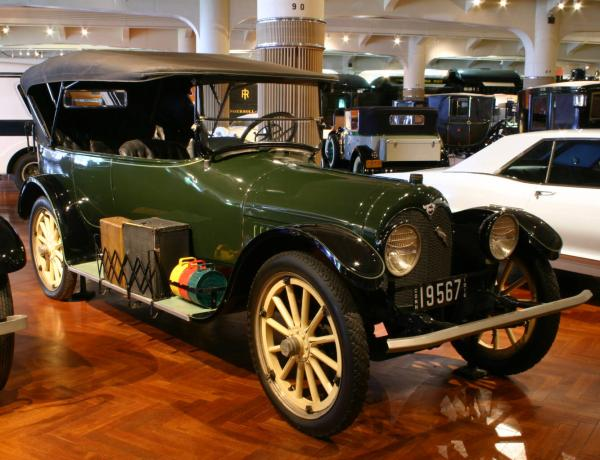
Apperson Jack Rabbit (1916)
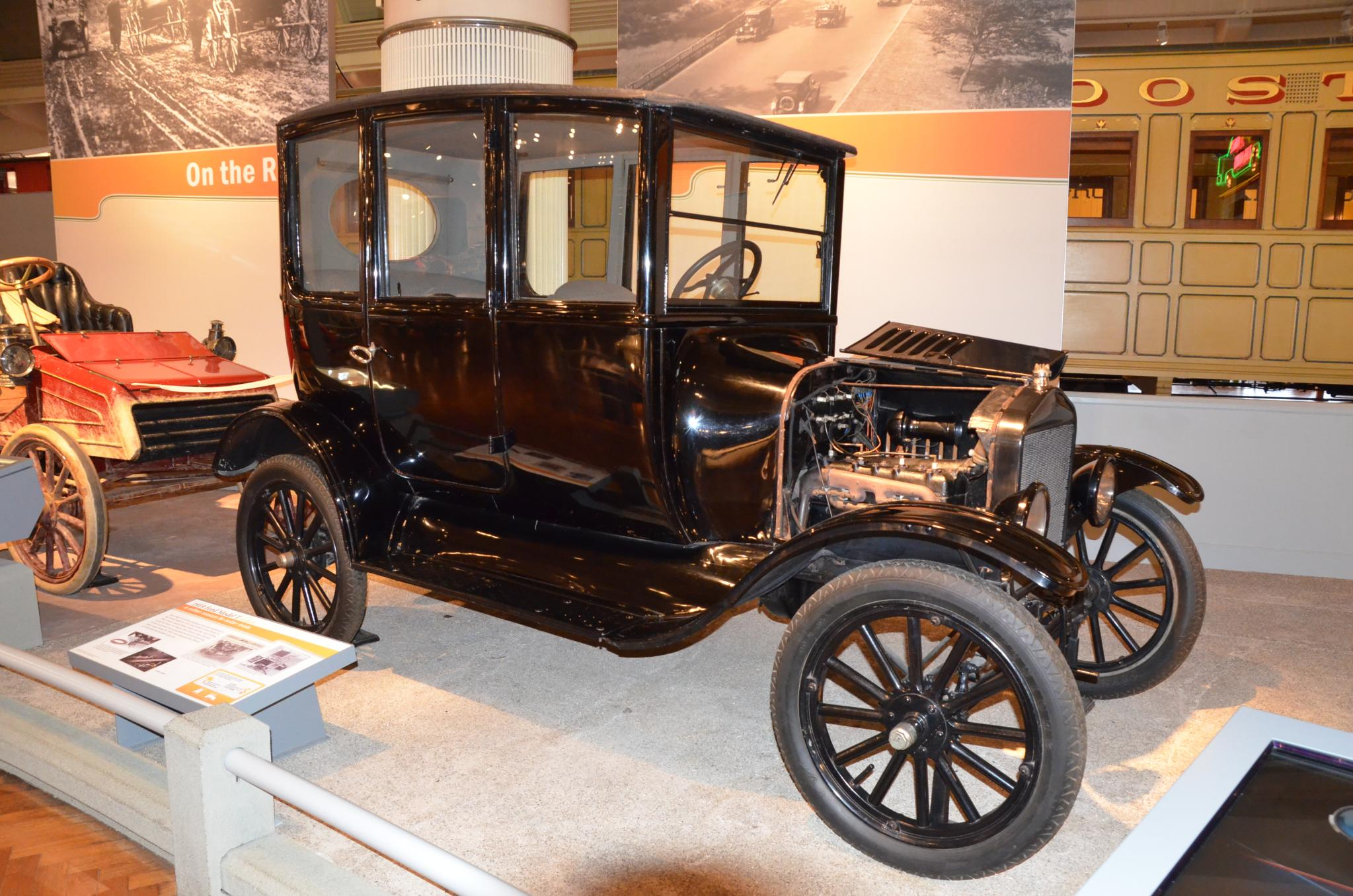
Ford T (1919)
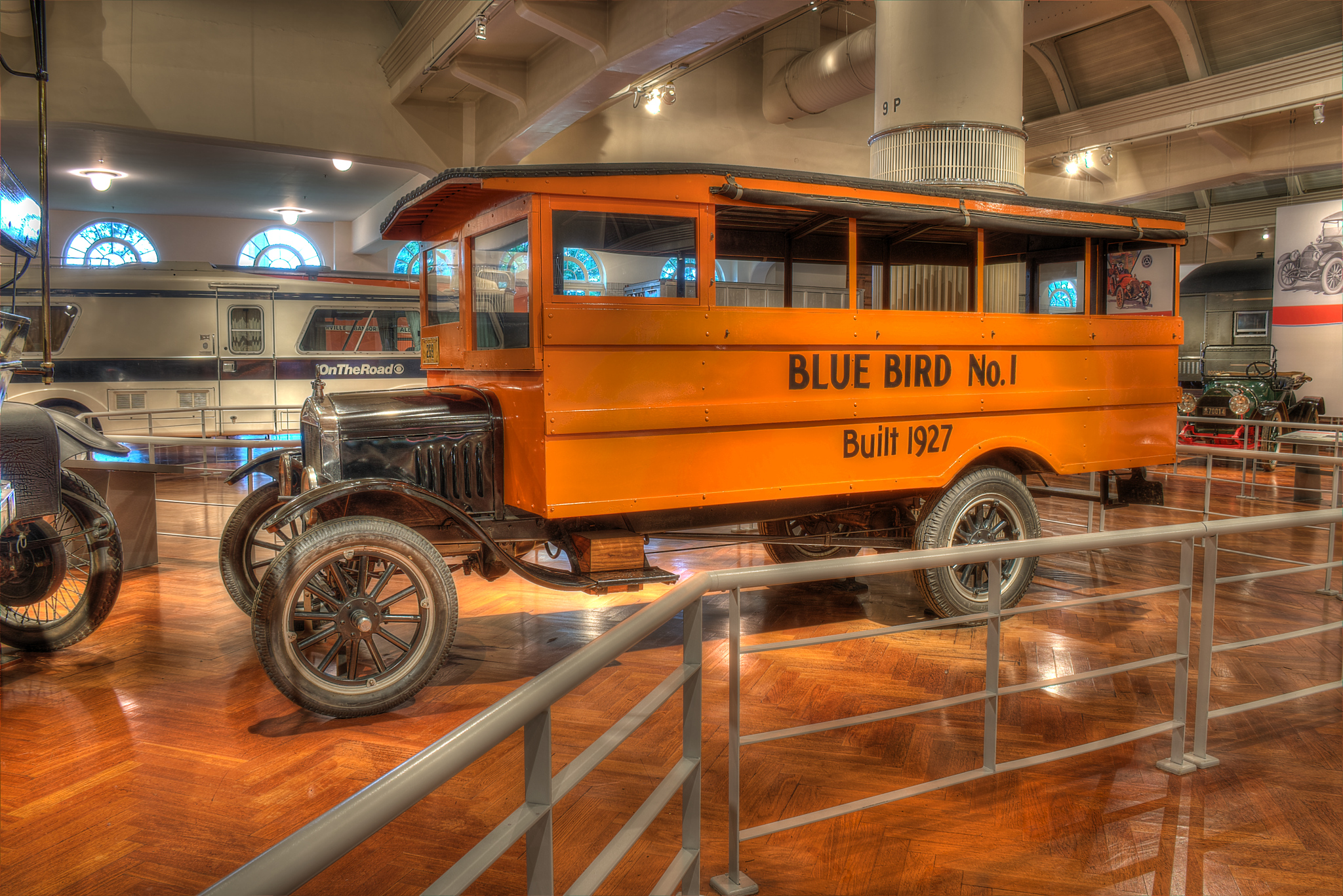
Plus ancien bus scolaire d'Amérique (1927)
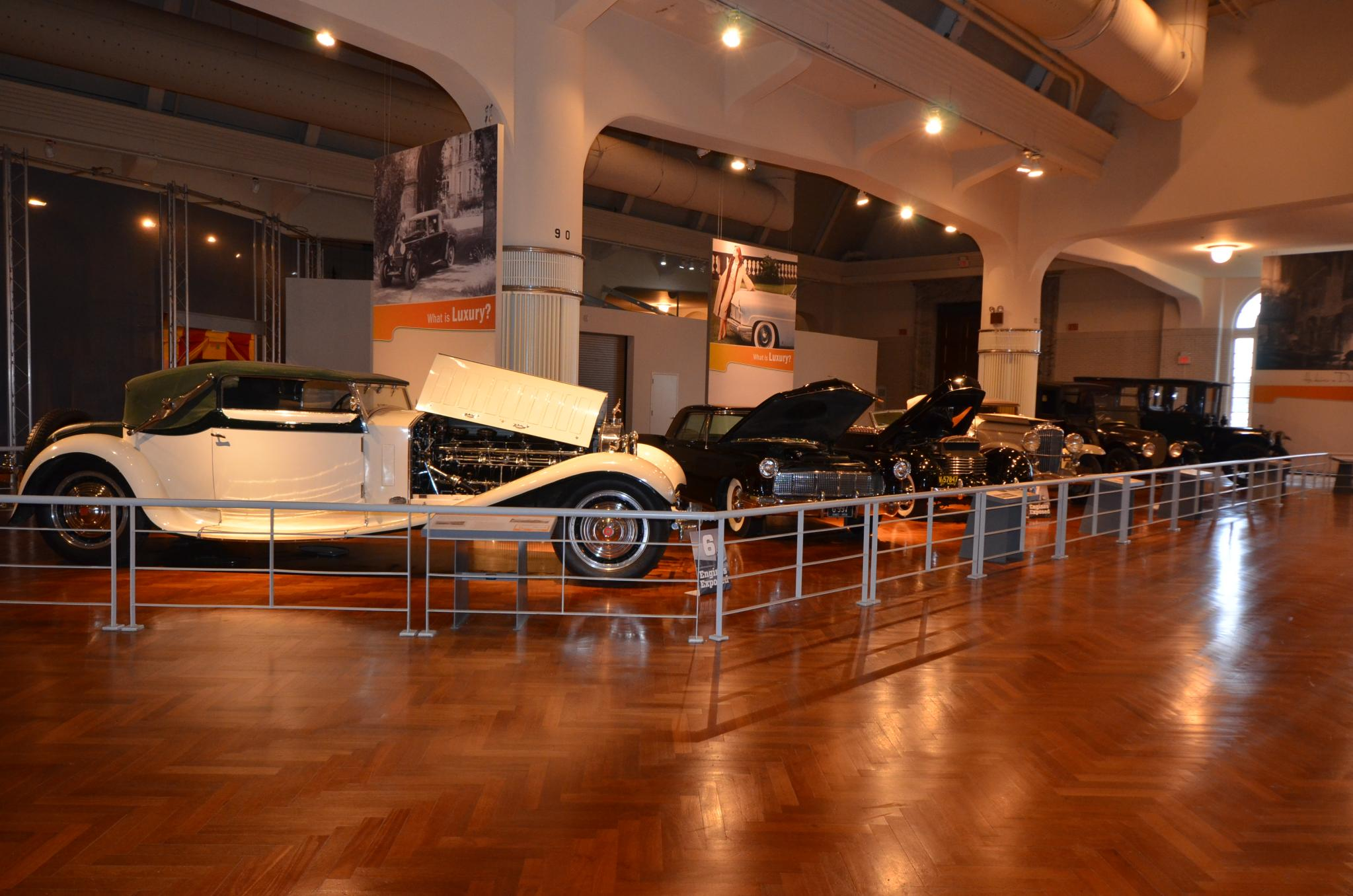
Bugatti Royale Cabriolet Weinberger (1931)
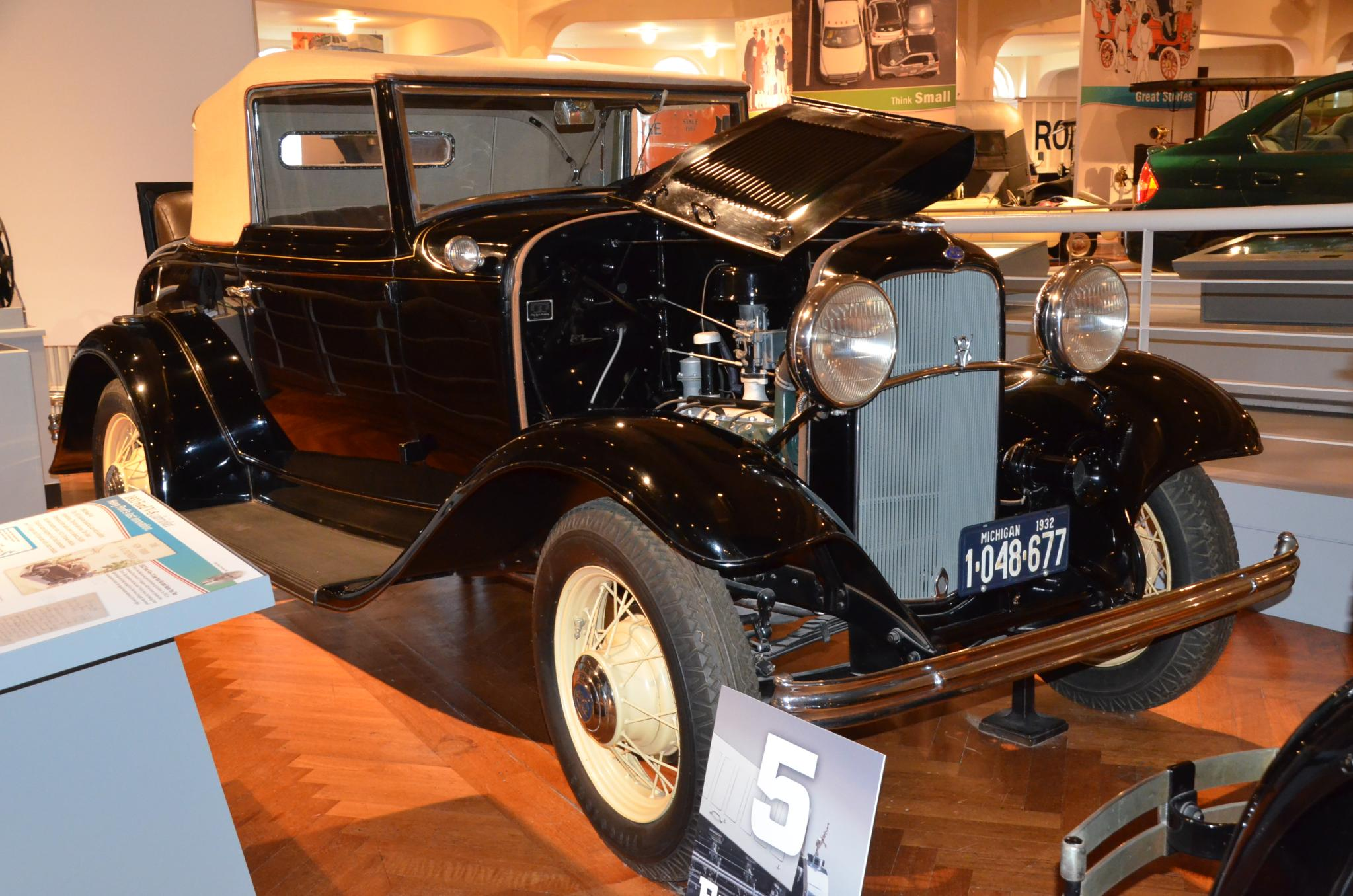
Ford 1932
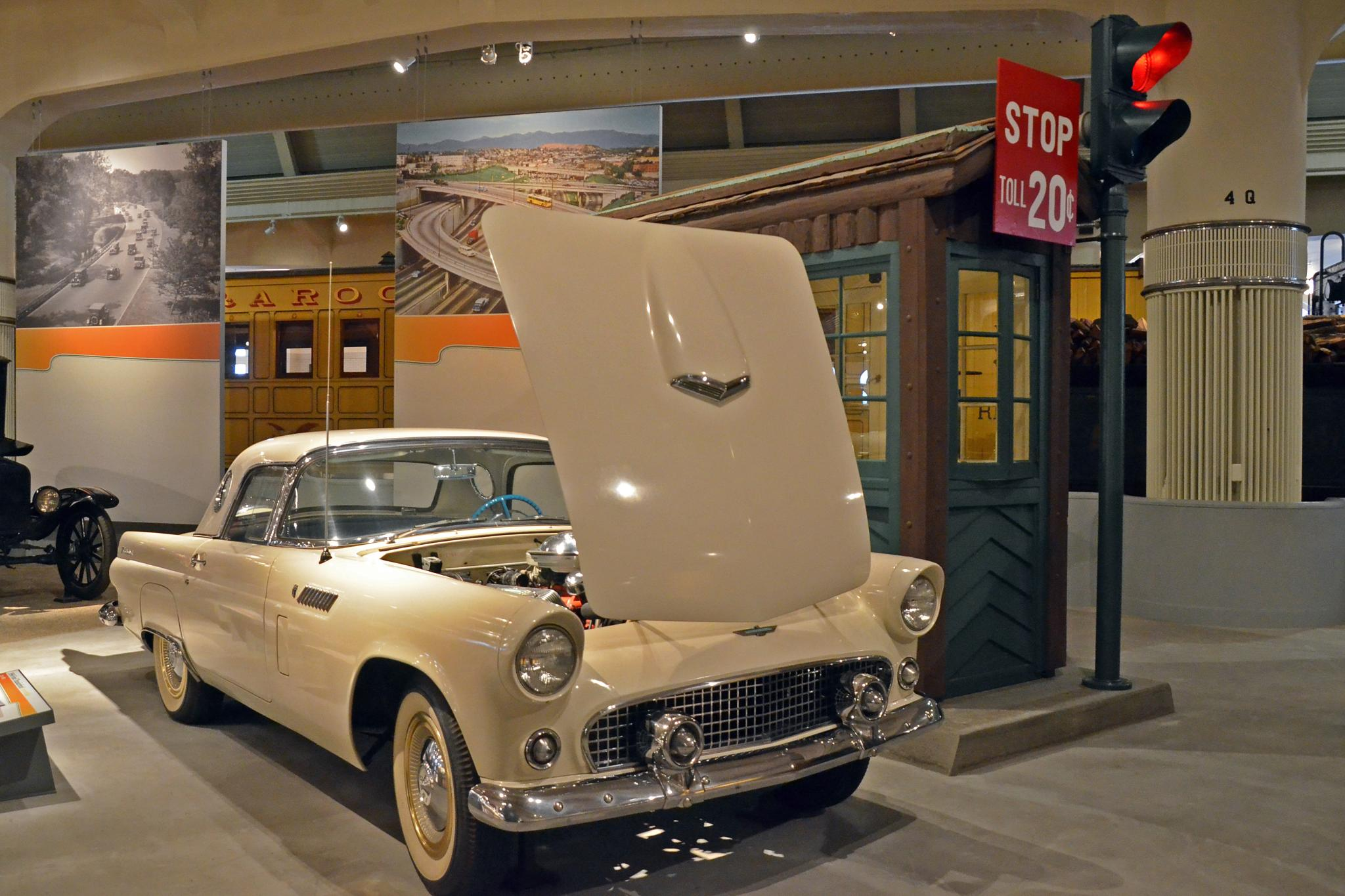
Ford Thunderbird (1935)
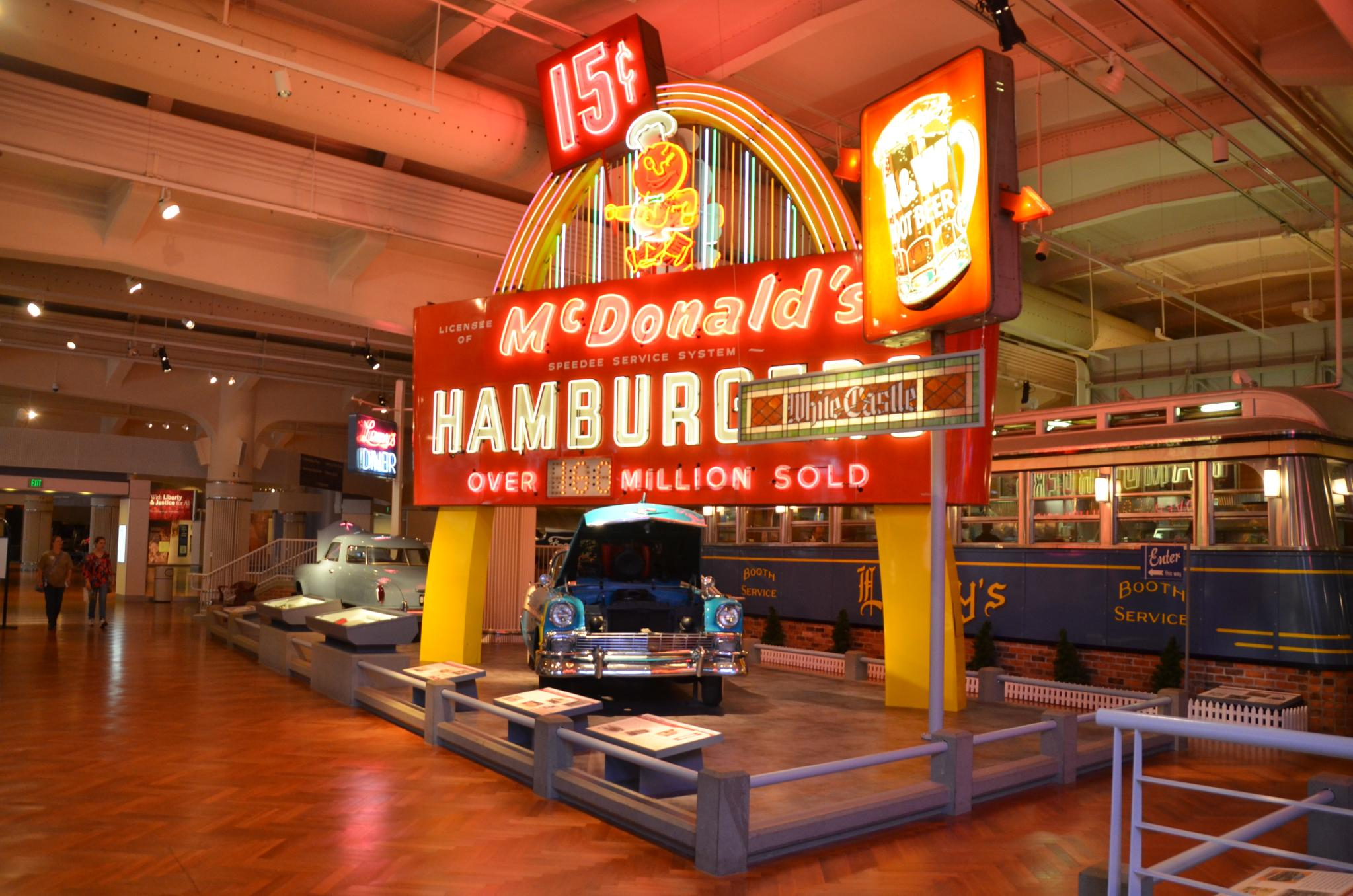
Enseigne McDonald's (musée McDonald's, années 1950)
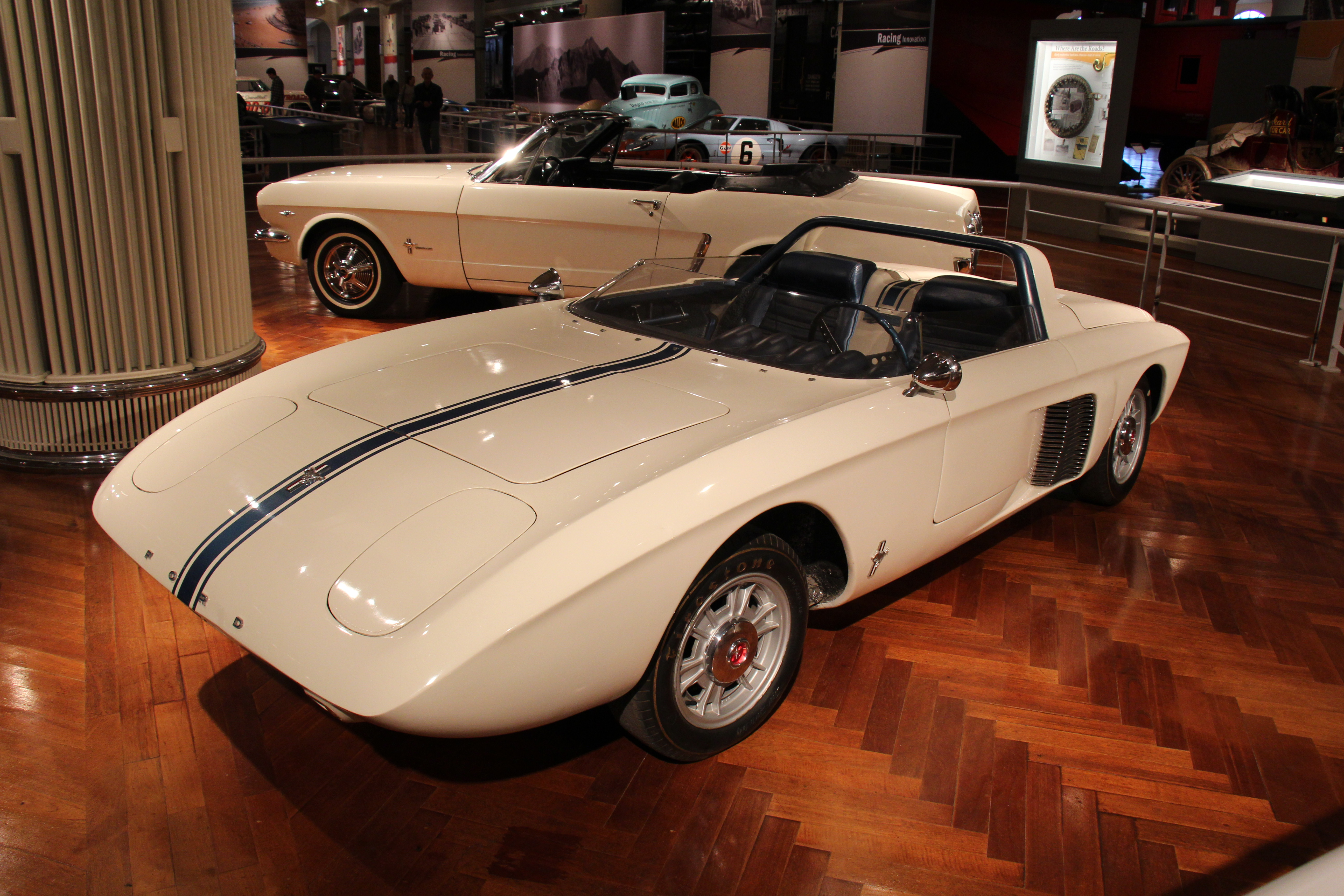
Ford Mustang I (1962)
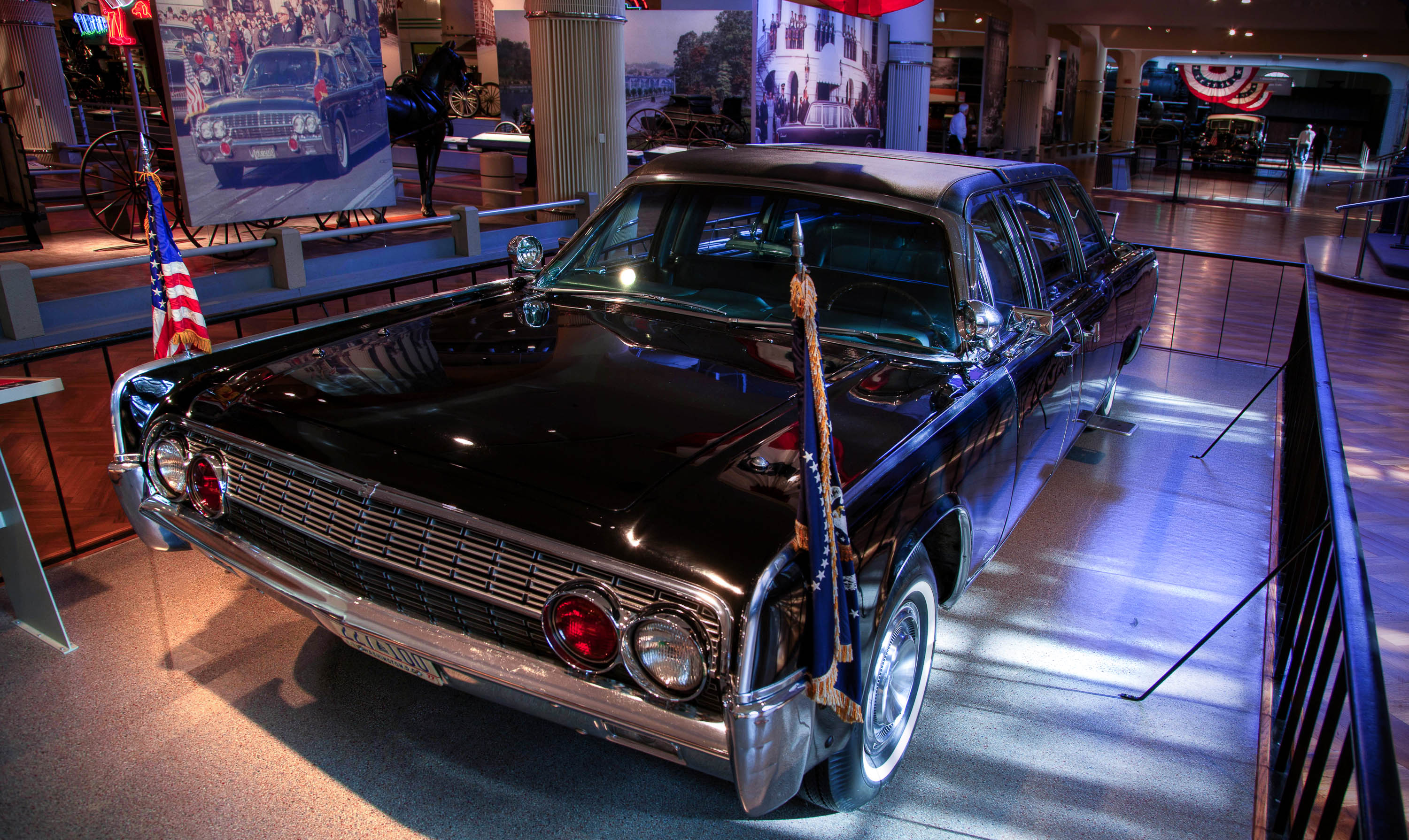
Lincoln Continental SS-100-X (1961), limousine présidentielle où fut assassiné John F. Kennedy en 1963.
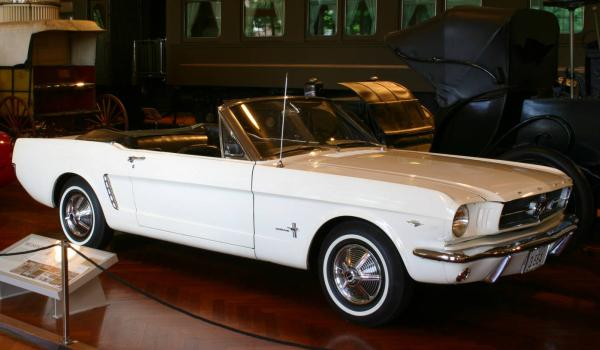
Ford Mustang cabriolet (1965)
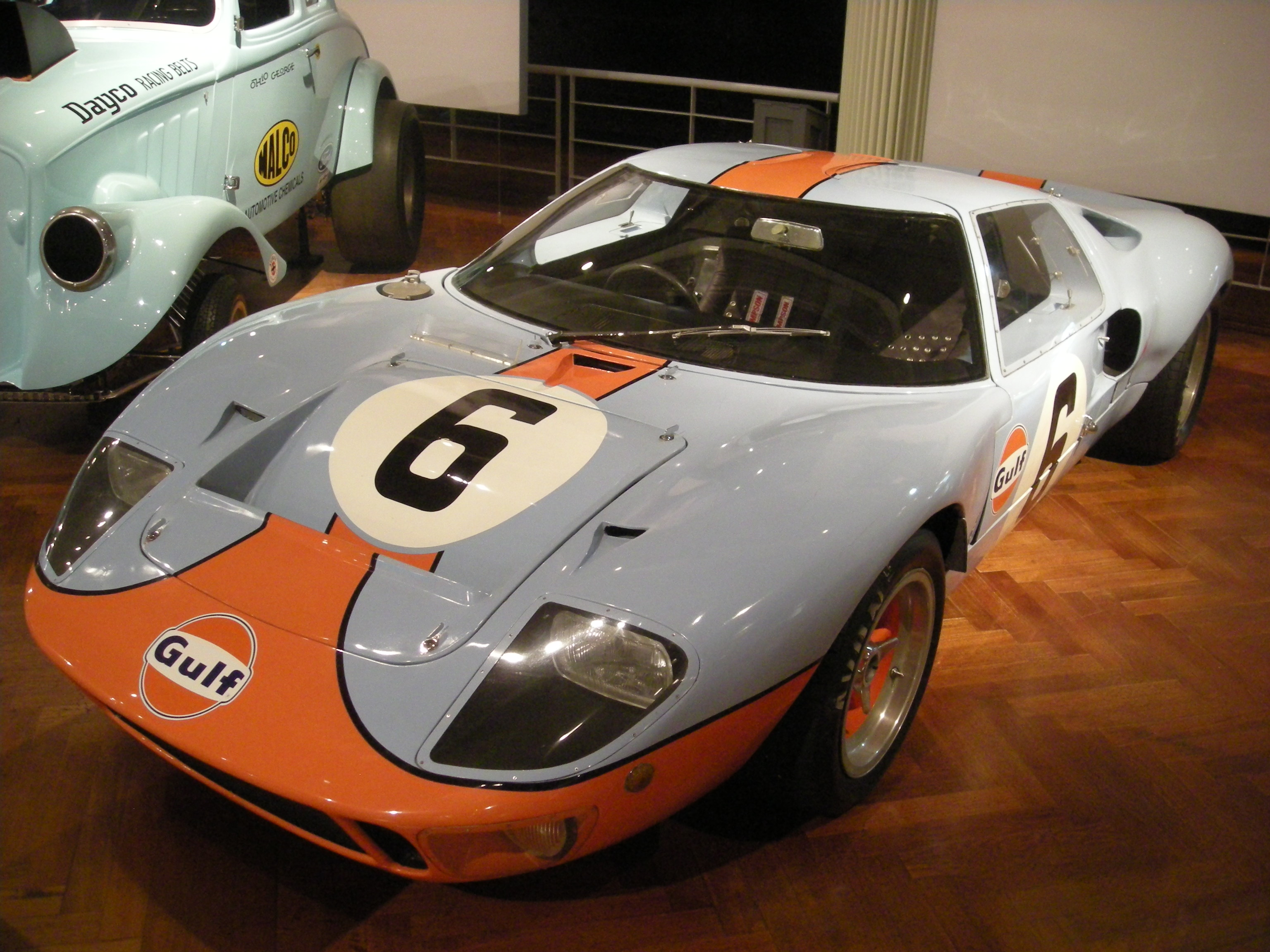
Ford GT40 N°6 victorieuse des 24 H du Mans 1969
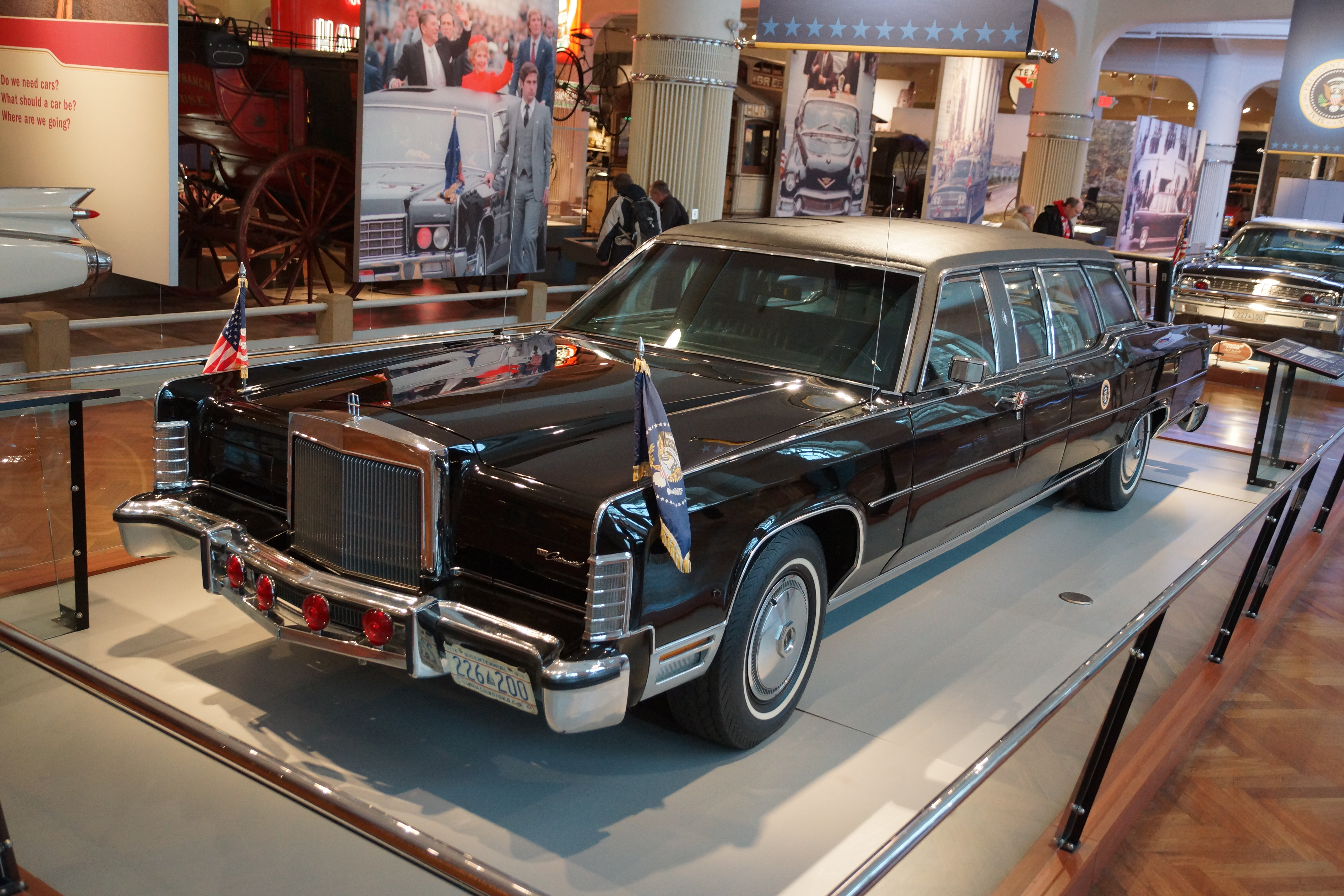
Lincoln Continental Limousine présidentielle (1972)
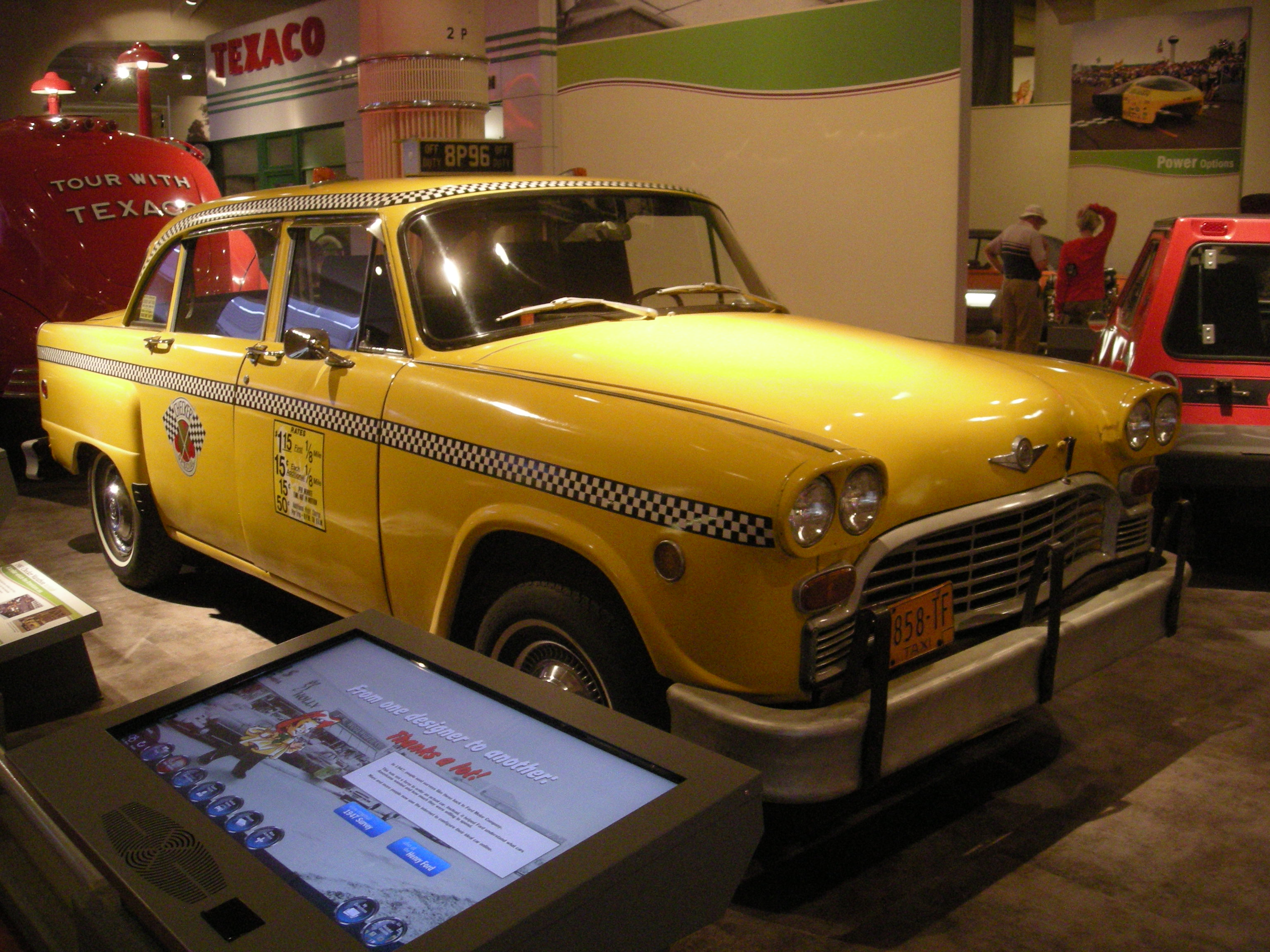
Checker Taxi (en) (1981)

## Écomusée Greenfield Village
Henry Ford fonde cet écomusée Greenfield Village, inauguré en 1929, avec une centaine de bâtiments historiques des États-Unis, déplacés ici, dont sa maison de naissance (meublée d'origine), sa première maison de jeune marié, ses premiers ateliers et usines historiques où il a construit son premier Ford Quadricycle en 1896, et premières Ford A (1903), ainsi que de nombreux bâtiments historiques et nombreuses maisons de personnalités américaines de son époque…

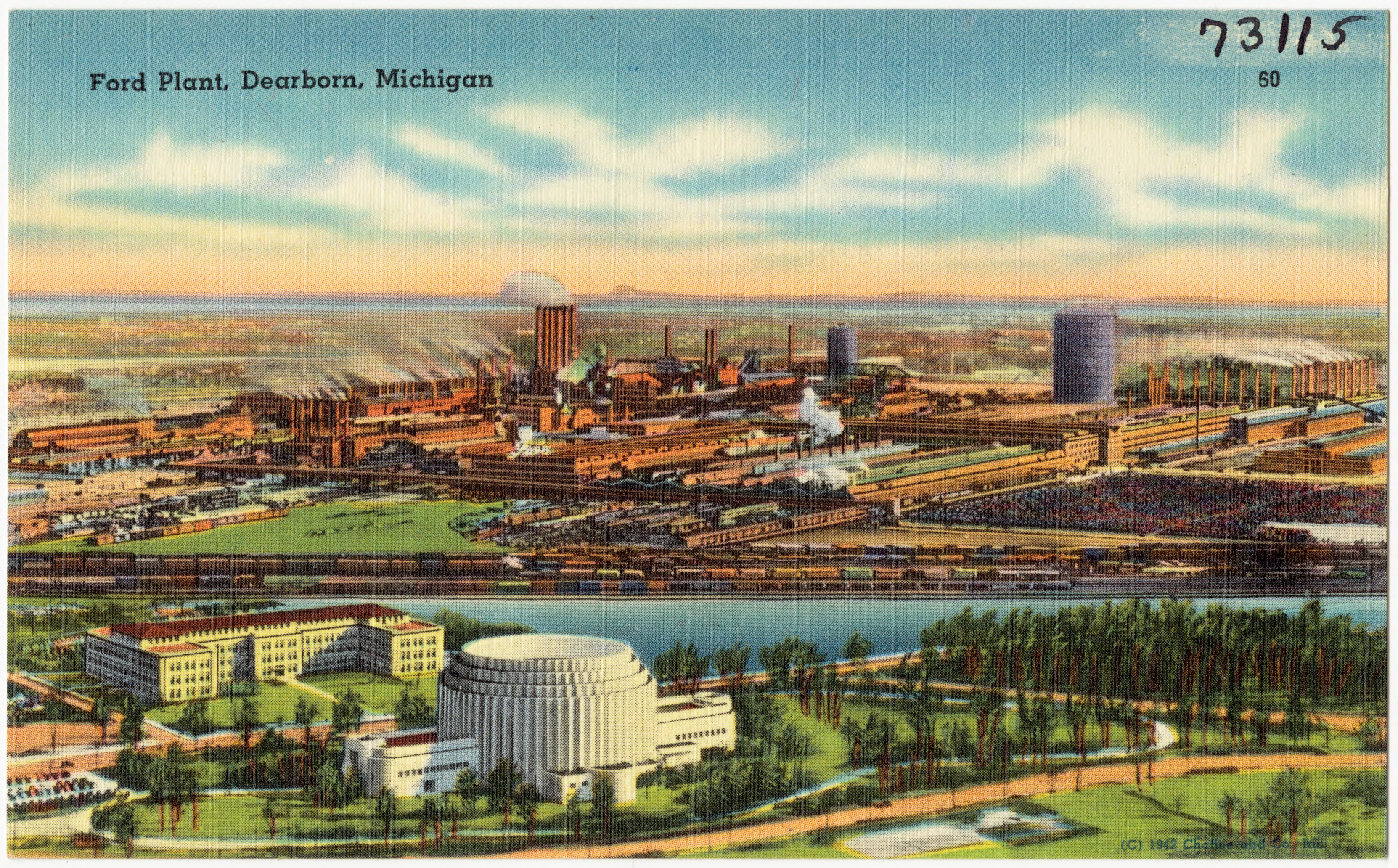
Site industriel Ford historique de Dearborn, vers 1930-1945
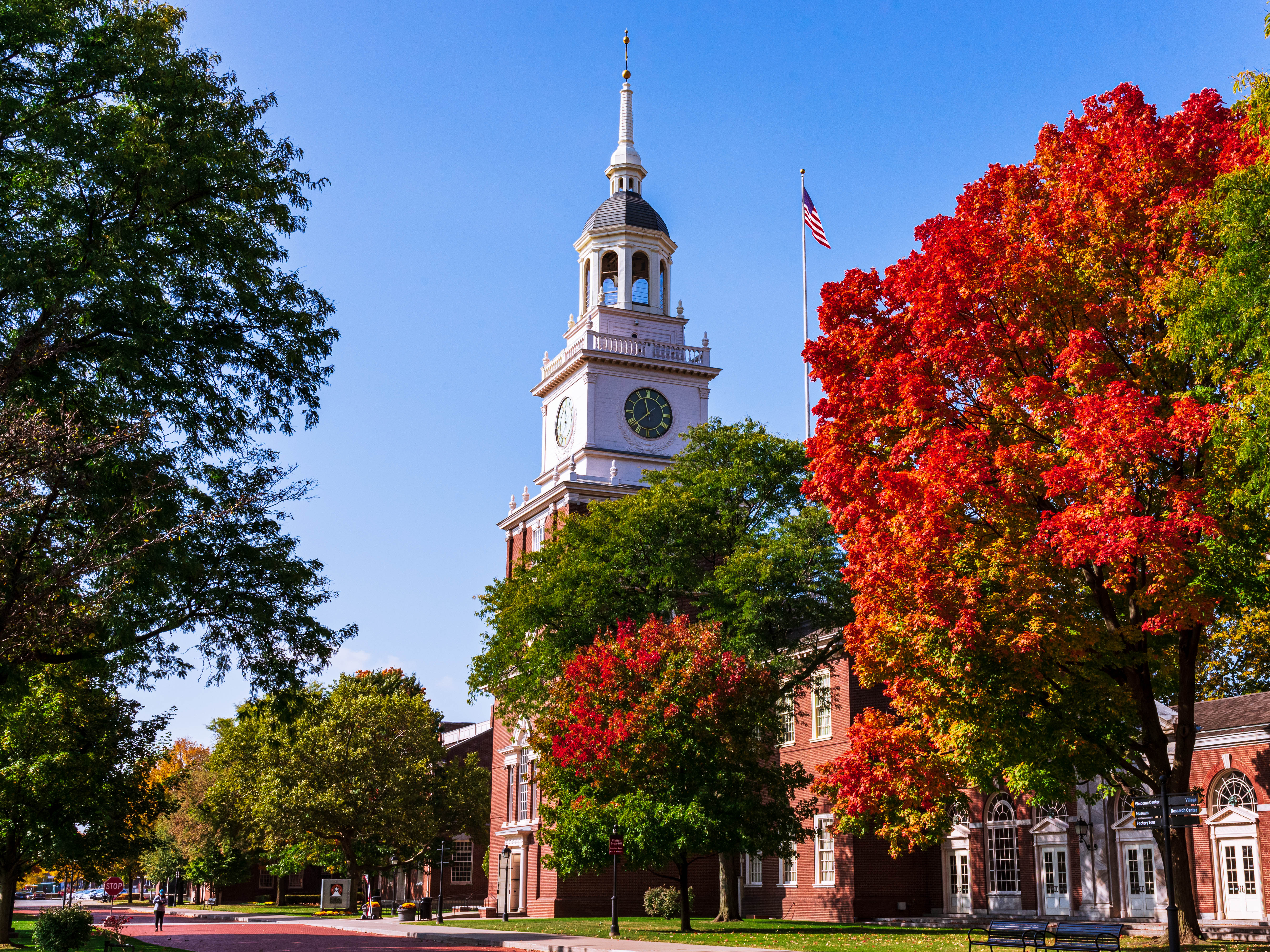
La tour d'horloge, réplique de l'Independence Hall de Philadelphie
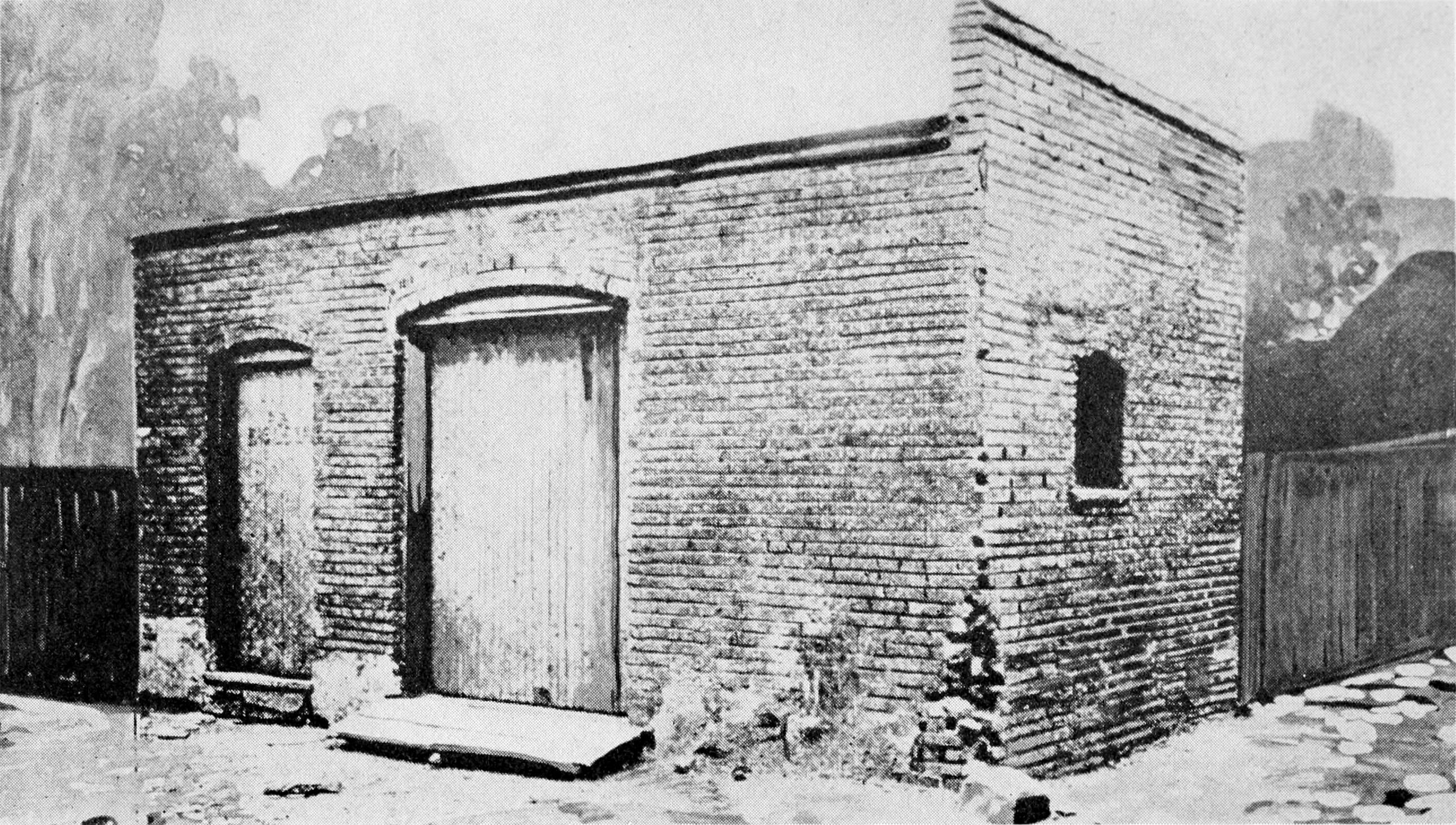
1er atelier du domicile d'Henry Ford, 58 Bagley Avenue de Dearborn, ou il fabrique son 1er Ford Quadricycle en 1896
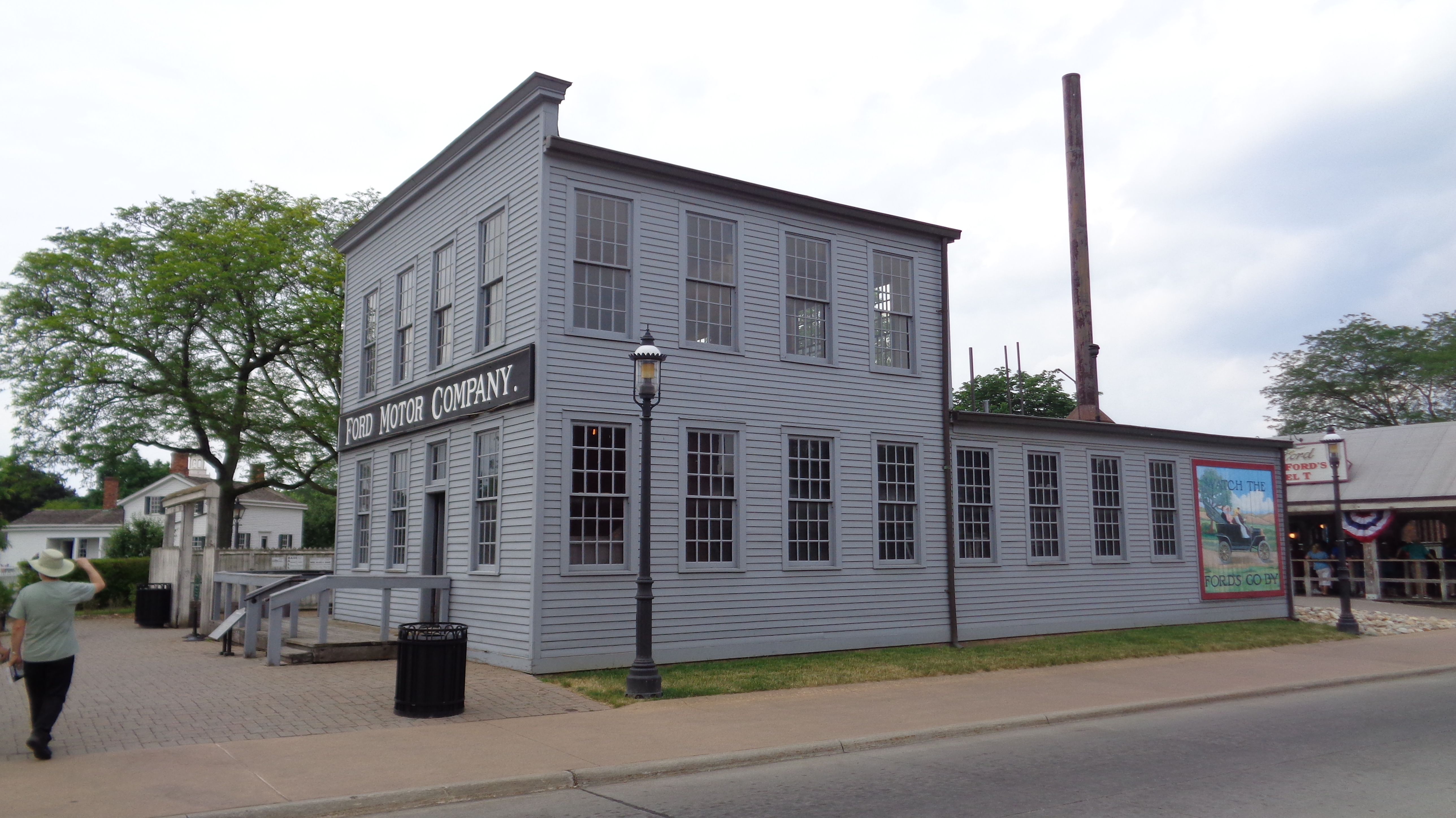
Réplique de première usine Ford Mack Avenue Plant (en), des premières  Ford A (1903)
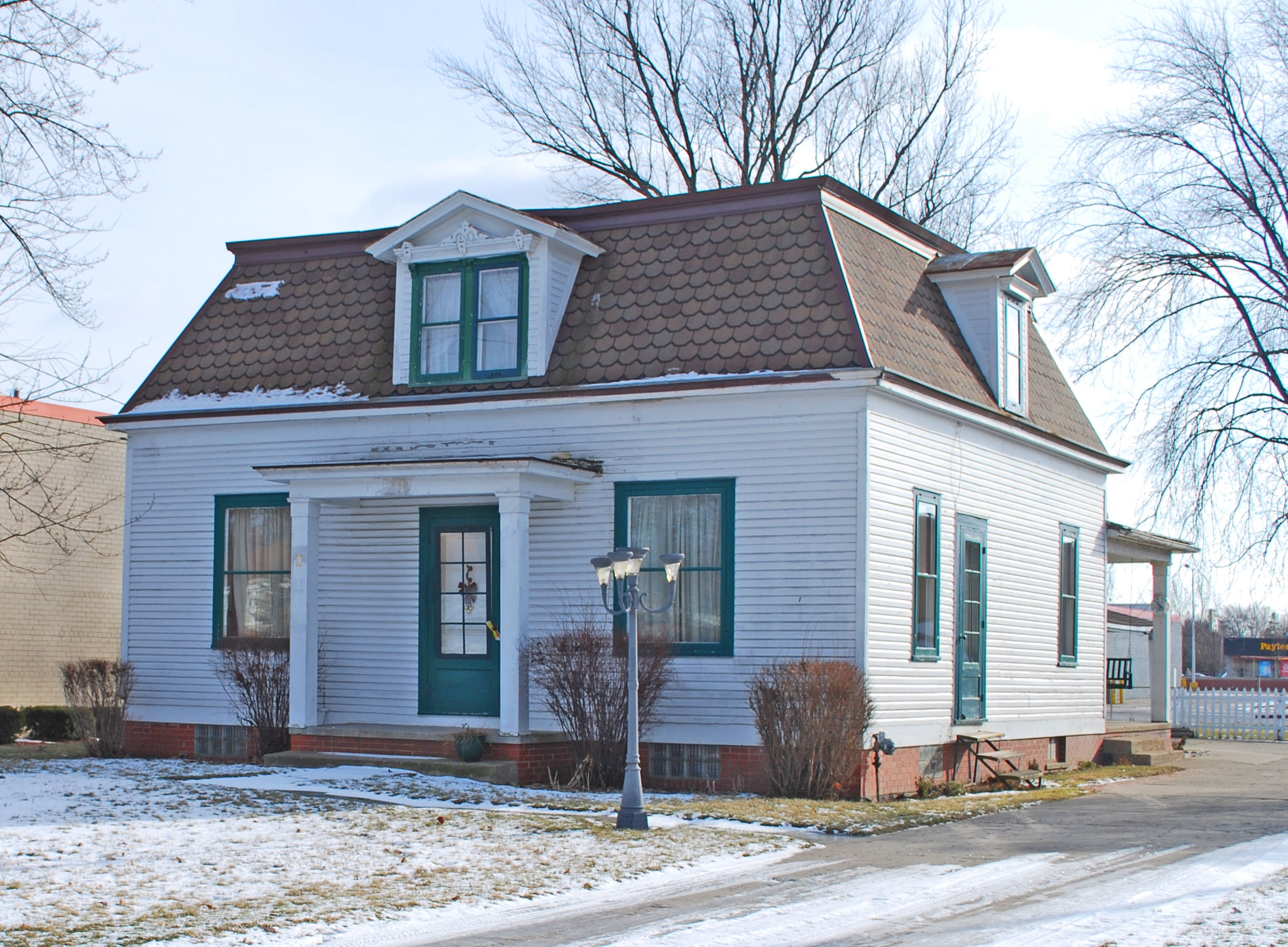
Première maison Honeymoon House d'Henry Ford (1888)
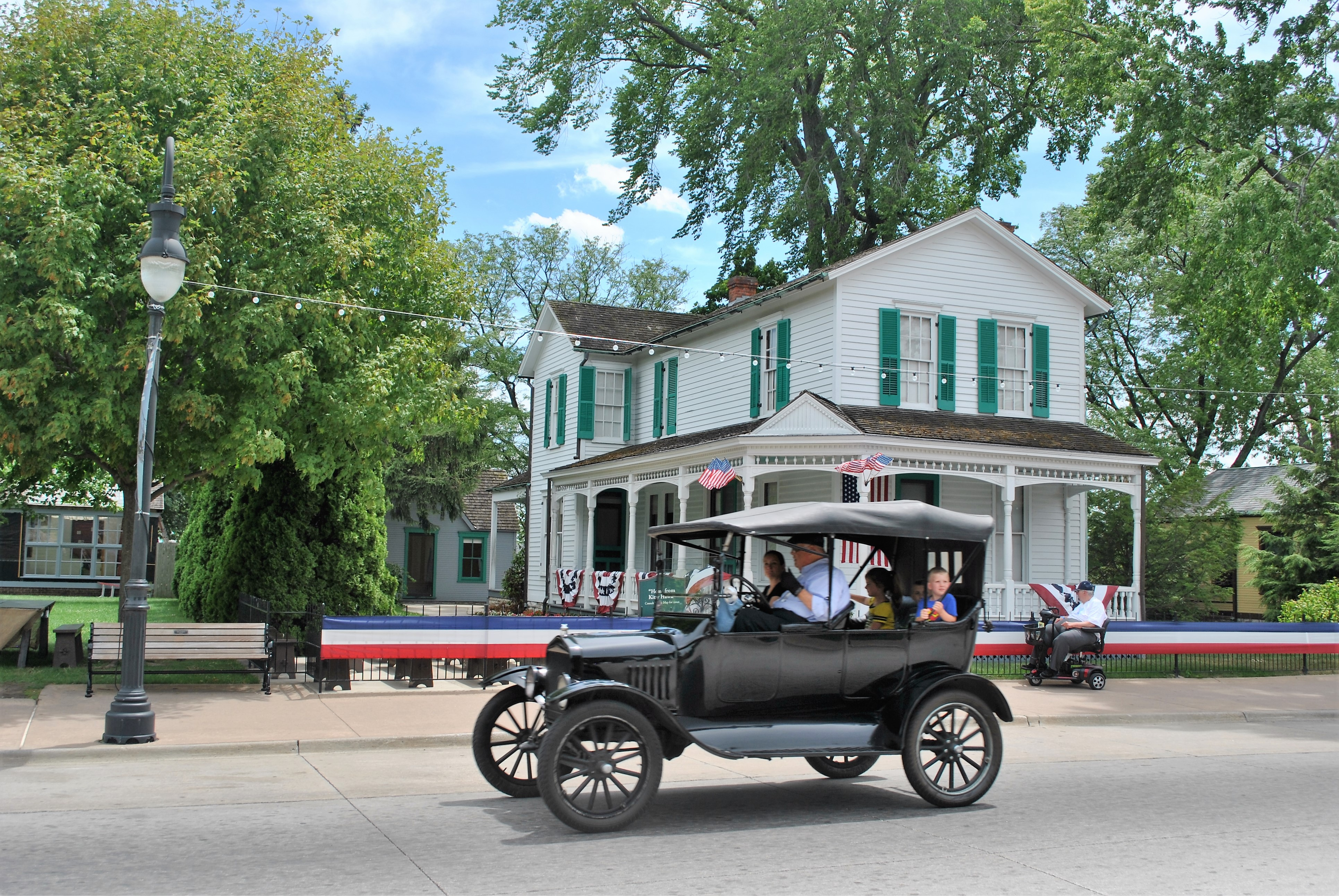
Maison des frères Wright, de Dayton (Ohio), transportée au Greenfield Village, et Ford T
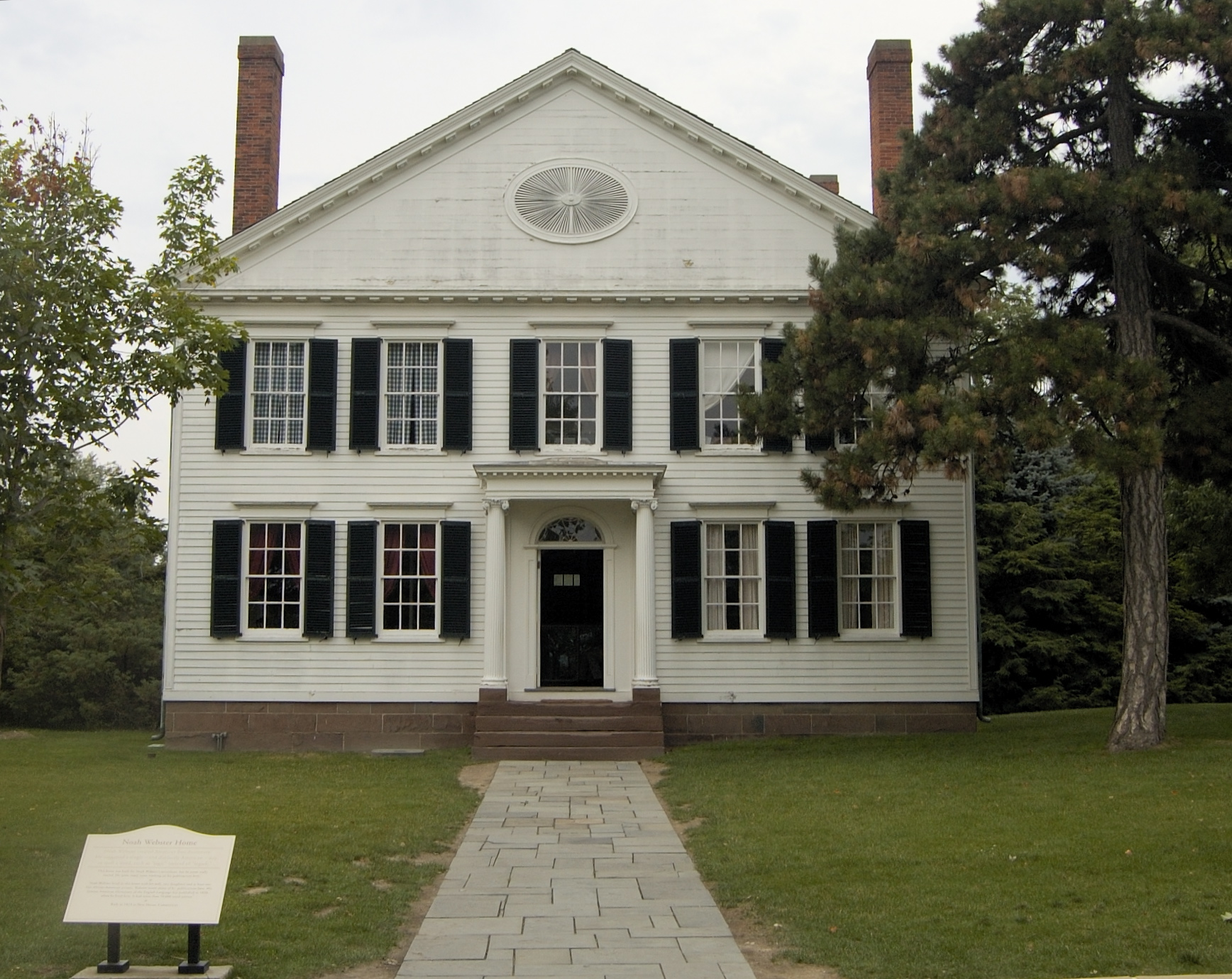
La maison de Noah Webster
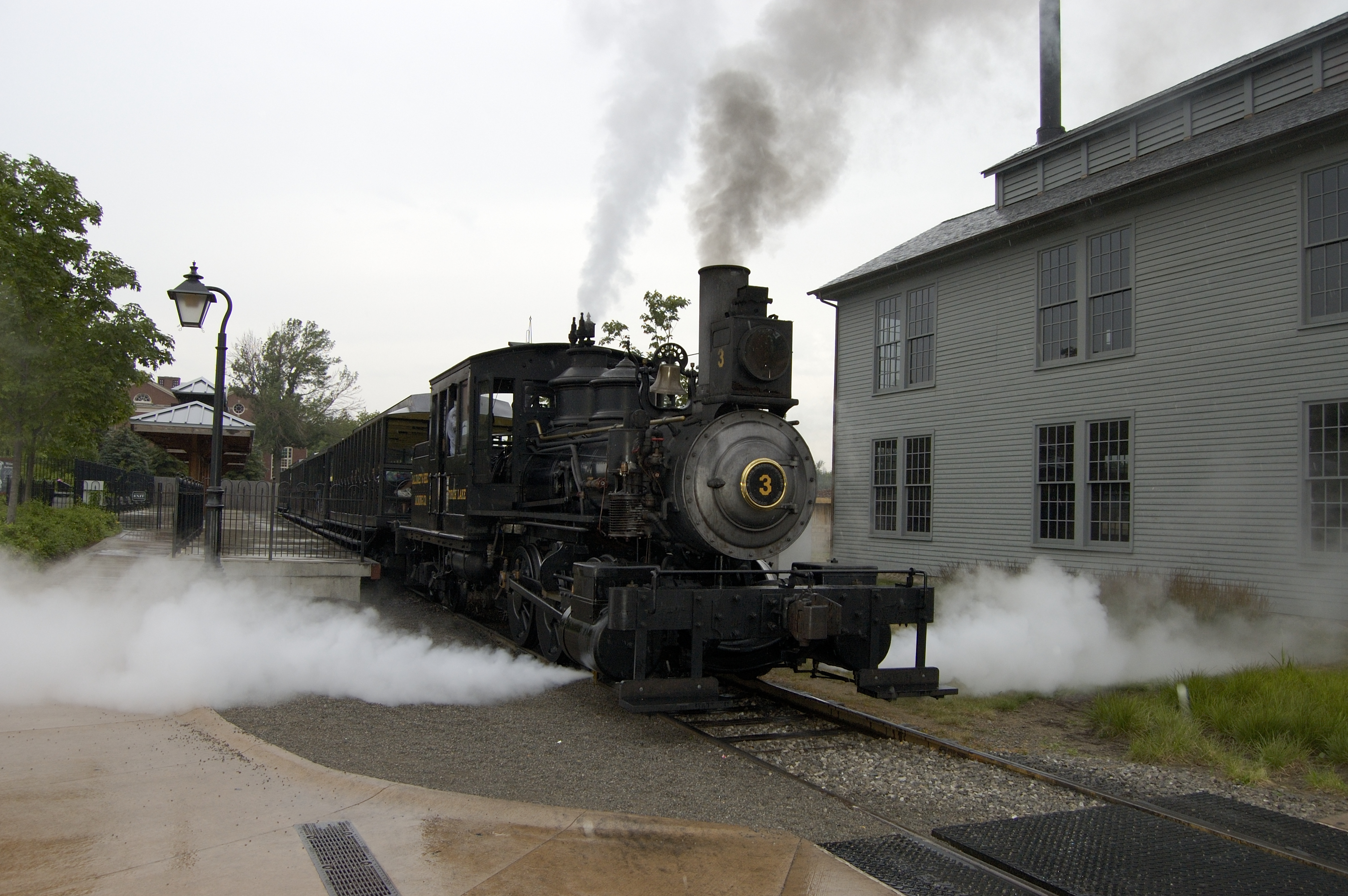
Locomotive à vapeur.
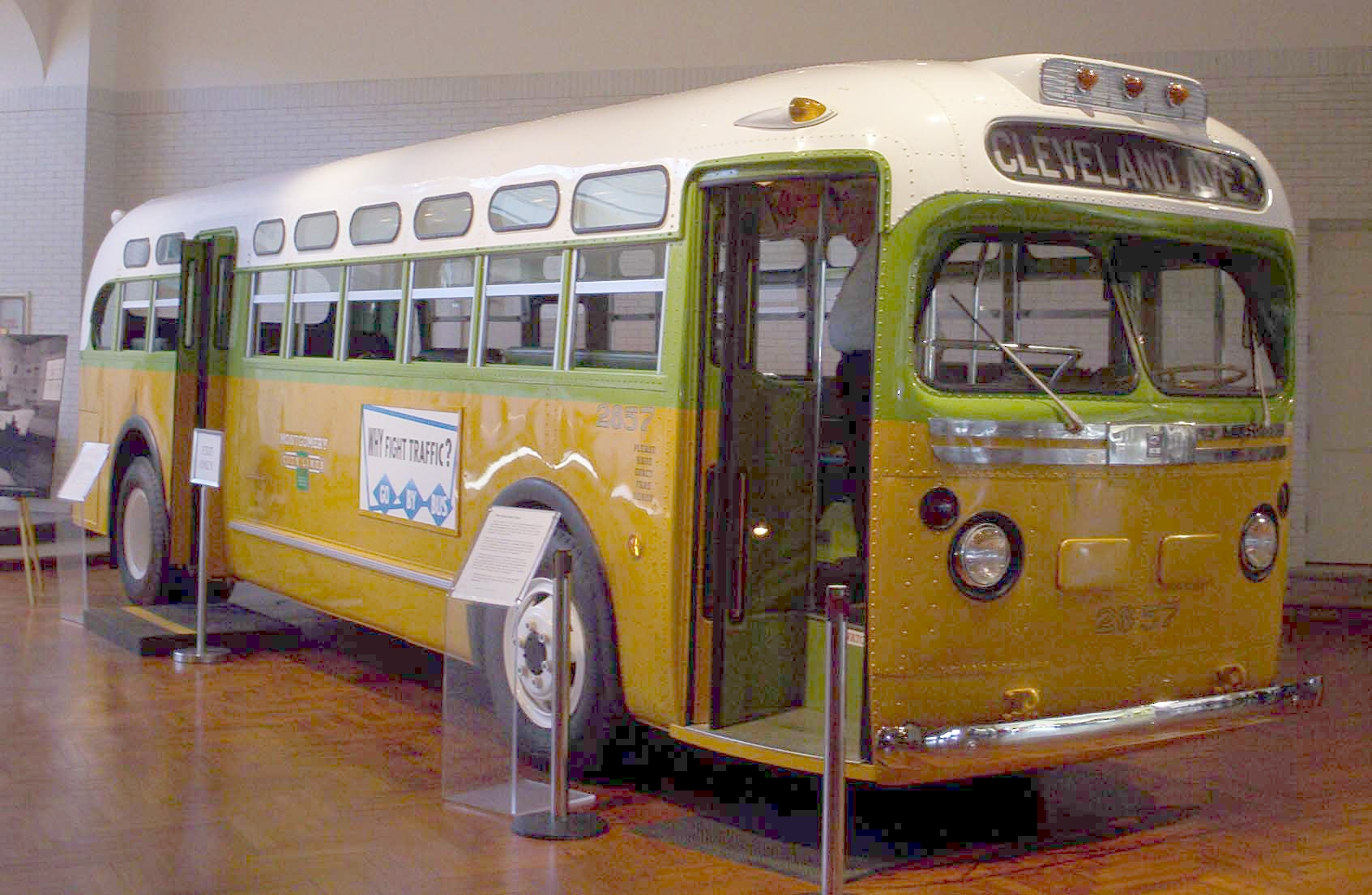
Le bus où Rosa Parks refusa de céder sa place à un voyageur blanc (1955).
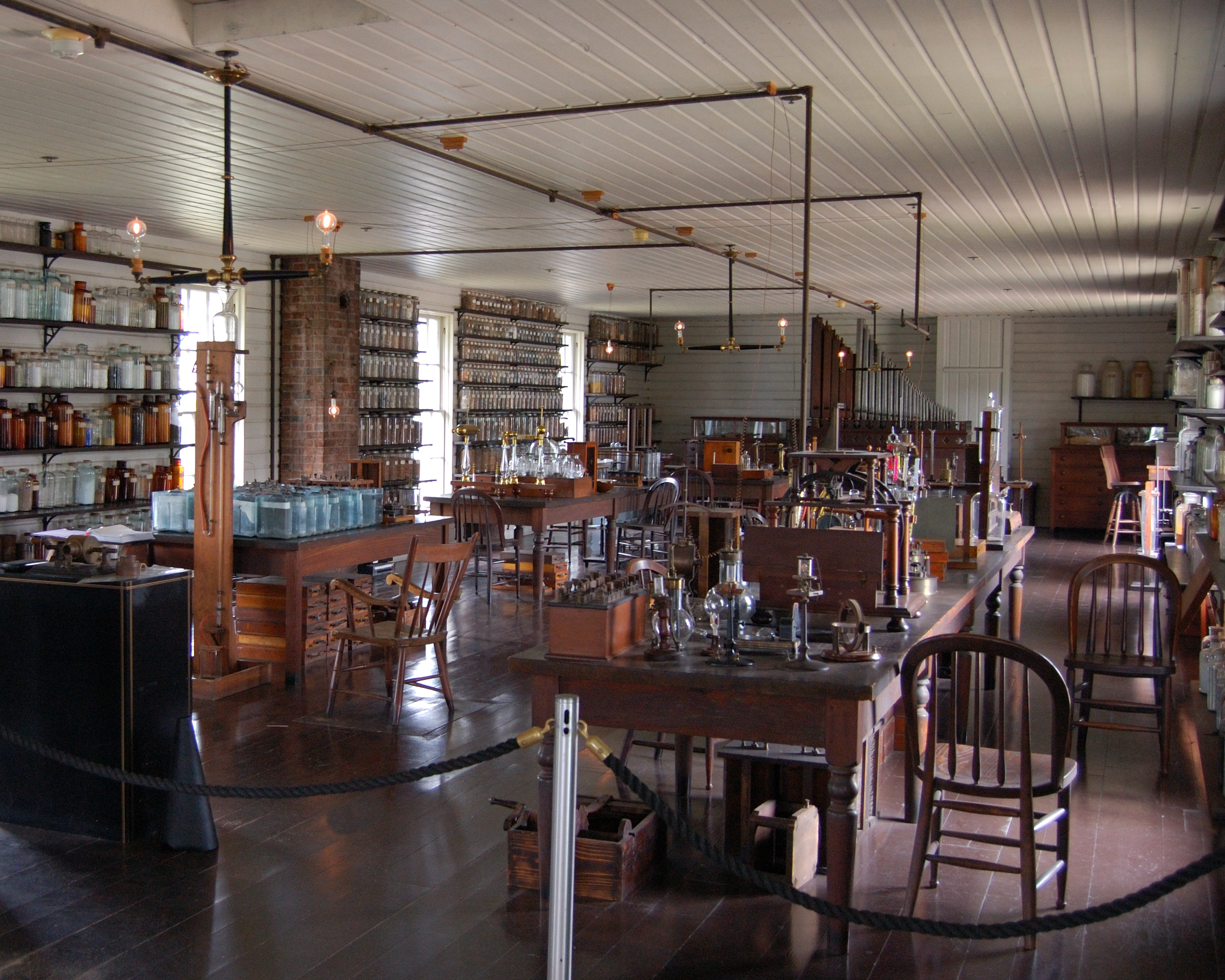
Laboratoire historique d'Edison (New Jersey), de Thomas Edison.
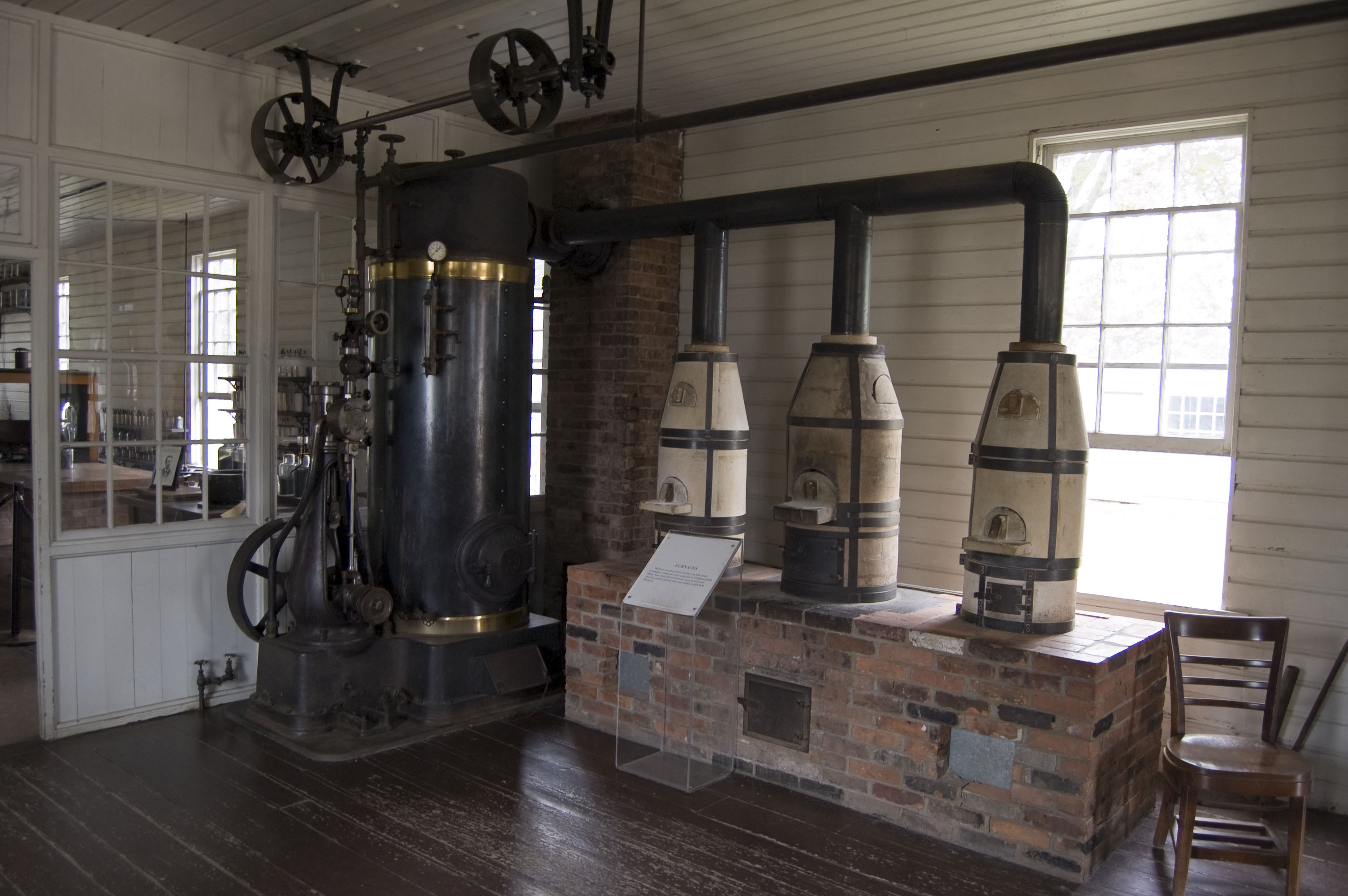
Laboratoire d'Edison (New Jersey), de Thomas Edison.
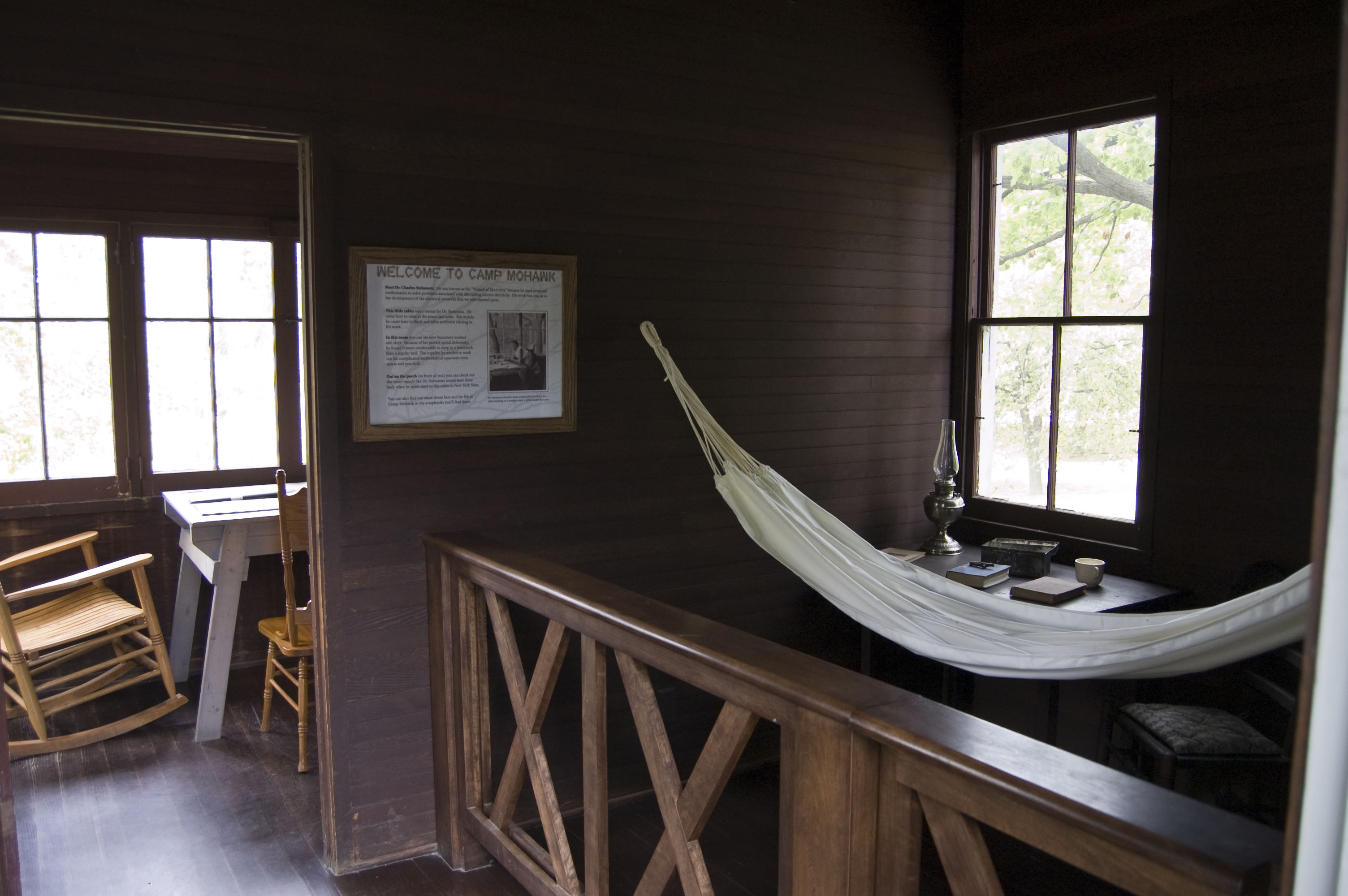
Cabane de Charles Proteus Steinmetz, près de New York, remontée à Greenfield Village.
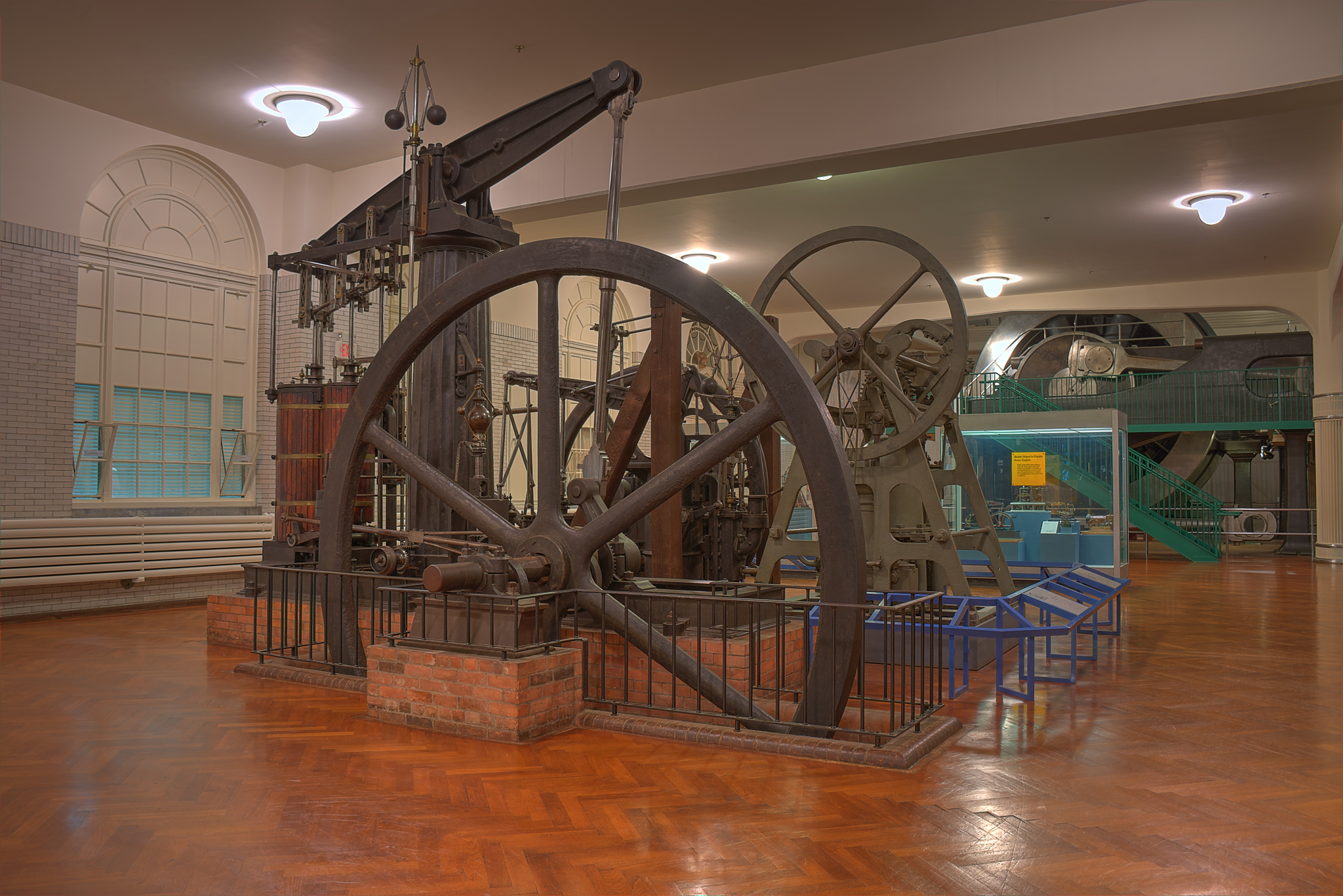
Beam engine (en)
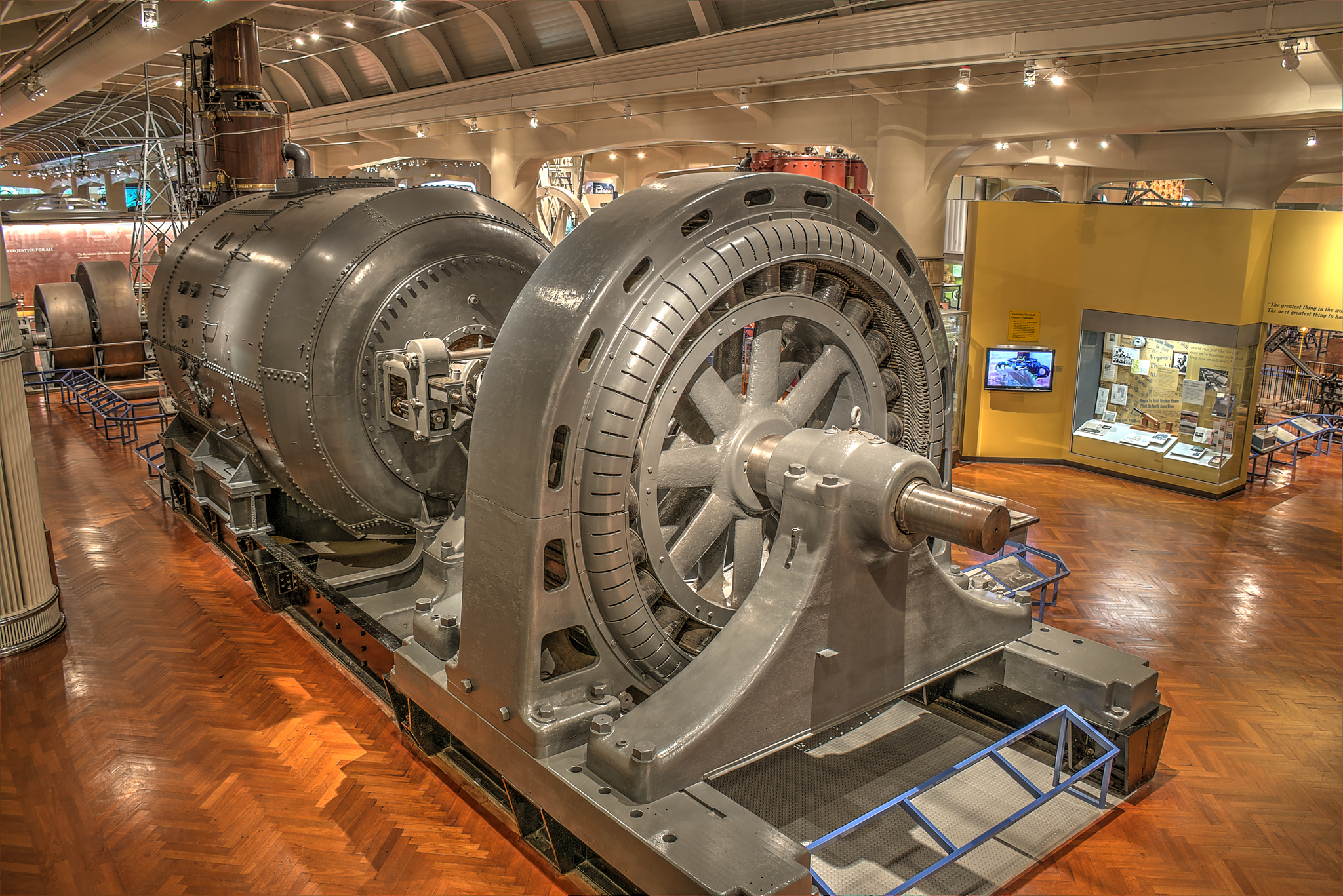
Générateur électrique, turbine hydraulique